# Geschiedenis van Antwerpen

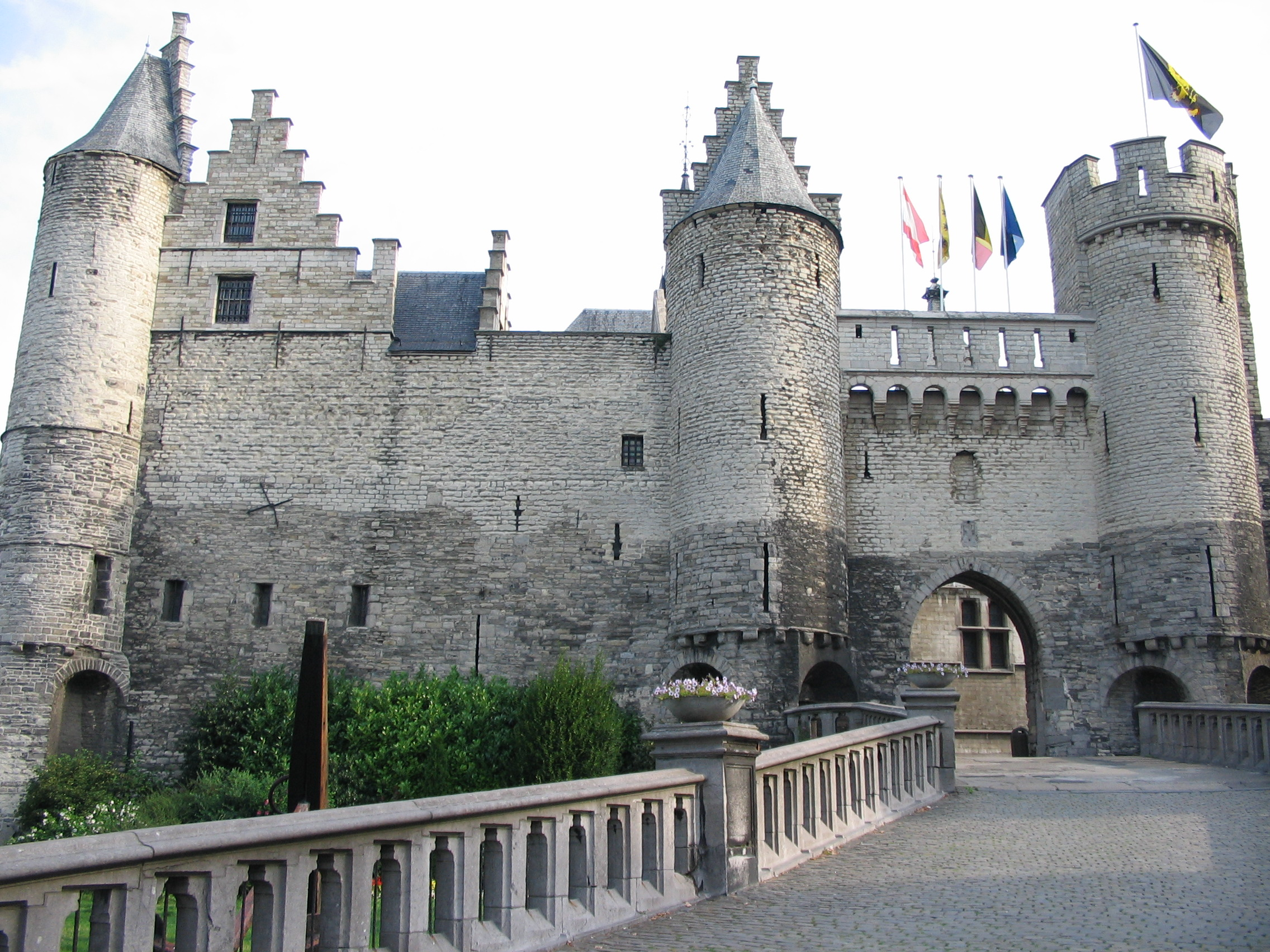
Het Steen

Antwerpen werd al bewoond in de steentijd en groeide in de 15e eeuw van een kleine nederzetting uit tot de grootste stad in de Nederlanden met een van de grootste havens ter wereld.

## Prehistorie
De Schelde vloeit vermoedelijk tijdens het Paleolithicum voor het eerst door wat nu de omgeving van Antwerpen is. Voordien stroomde de rivier doorheen het Meetjesland rechtstreeks noordwaarts, doorheen de zgn. Vlaamse Vallei. Vanaf het Holoceen, 10.000 jaar geleden, stroomde de Schelde doorheen de jonge benedenloop die nu nog bestaat, naar zee. Het alluviaal van de Schelde was nat en moerasachtig en voorwerp van veenvorming. Het natte Scheldegebied moet in de midden-steentijd of Mesolithicum mensen hebben aangetrokken die er kampementen bouwden. Onder meer bij de aanleg van de havendokken bij Lillo ten noorden van de stad, maar ook nabij het Steen, werden voorwerpen aangetroffen die waren gemaakt van vuursteen uit het vroege Mesolithicum van rond 9000 v.Chr.
Er zijn bij de Meir graven uit de bronstijd gevonden, elders bijlen uit dezelfde periode en waterputten uit de ijzertijd.

## Romeinse tijd

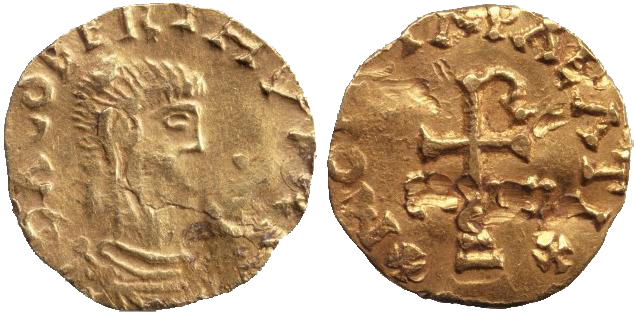
Munt met Dagobert I en Eligius

In de Romeinse periode zag de loop van rivier de Schelde er anders uit dan nu en lag de bewoning tussen de verwilderde rivierarmen van de Schelde. De hoofdgeul van de Schelde stroomde toen vermoedelijk onder Zwijndrecht door, dus veel meer naar het westen. Rond 250 schrijven de Romeinen over Scaldis (de Schelde) en Scinda (de Schijn). Ten tijde van de verovering van het grondgebied door Julius Caesar in de eerste eeuw v.Chr. noemde hij de Germaanse bewoners van het gebied tussen Noordzee en Rijn, Seine en Marne (Latijn: Gallia Belgica), het volk van de Nerviërs (Latijn: Nervii) een Belgische volksstam (Belgae). De stam ging belangrijke delen van de grote Romeinse handelsweg langs het huidige Keulen en Amiens beheren.

### Archeologische vondsten
Nabij de monding van de Schijn zijn op diverse plaatsen archeologische sporen en relicten van een Gallo-Romeinse nederzetting aangetroffen te dateren rond 200 n.C. De grootste concentratie werd gevonden in de zone tussen de rivier nabij het Steen en de Grote Markt. In 2019 zijn tijdens de renovatie van het stadhuis vondsten in de kelder gedaan die wijzen op een bewoning in de eerste tot en met de derde eeuw. In acht kuilen - waarschijnlijk afvalkuilen - werden potscherven, houtskool en kleine metaaldelen gevonden. Hiermee is duidelijk geworden dat de Gallo-Romeinse nederzetting groter was en zich zuidelijker uitstrekte dan archeologen uit eerdere vondsten hadden geconcludeerd.
Bij verschillende opgravingen werden grote hoeveelheden Romeins aardewerk aangetroffen. Onder meer bij het rechttrekken van de Scheldekaaien in de tweede helft van de 19e eeuw, bij het eerste grootschalig middeleeuws stadskernonderzoek onder leiding van professor Van de Walle nabij het Steen (1952-1953), bij opgravingen naar aanleiding van de bouw van de Stadsparking en opgravingen van 2008-2009 aan de Jordaenskaai. Het gevonden aardewerk is van hoogstaande kwaliteit en gevarieerd qua vormen en baksels. Het toont dat het Romeinse Antwerpen een relatief groot belang had in de regionale omgeving. Opmerkelijk zijn ook de dakpannen die naar het "prim. cohors" of eerste cohort verwijzen, een legeronderdeel met de naam cohors I Germanorum, dat vanaf het midden van de eerste eeuw moet hebben bestaan.
De latere ontwikkelingen tot handelsmetropool maken het nagenoeg onmogelijk om definitief uit te maken hoe dit Romeinse Antwerpen eruitzag, veel van de nog overgebleven originele bouwwerken zijn verloren gegaan. Maar dat de nederzetting meer was dan functionele militaire huisvesting staat vast. Historici als Adriaan Verhulst situeren een Romeins kamp ter hoogte van Antwerpen. Romeinse brandrestengraven werden gevonden nabij de Oudaan en nabij het Steen, hetgeen aantoont dat de nederzetting een bepaalde uitgestrektheid had. Vondsten van munten uit de vierde en de vijfde eeuw tonen aan, dat het Romeinse Antwerpen niet verdween na wat door historici als de klassieke Romeinse periode wordt geduid.

### Herkomst van de naam Antwerpen
Een recente verklaring van de naam Antwerpen gaat er van uit dat deze mogelijk een Romaanse oorsprong kan hebben, te weten Ando-uerpus. In de vijfde en zesde eeuw groeiden de oude afwaartse beddingen van de Schijnriviertjes en de rivierarm voor Antwerpen uit tot hoofdarm, ten nadele van de geul voor Zwijndrecht, die geleidelijk dichtslibde. Rond 645 bezocht de hooggeplaatste Rooms-Katholieke functionaris Eligius, bisschop van Noyon-Doornik, de streek waar dan Andouerpi wonen, links en rechts van de beneden-Schelde.

## Vroege middeleeuwen

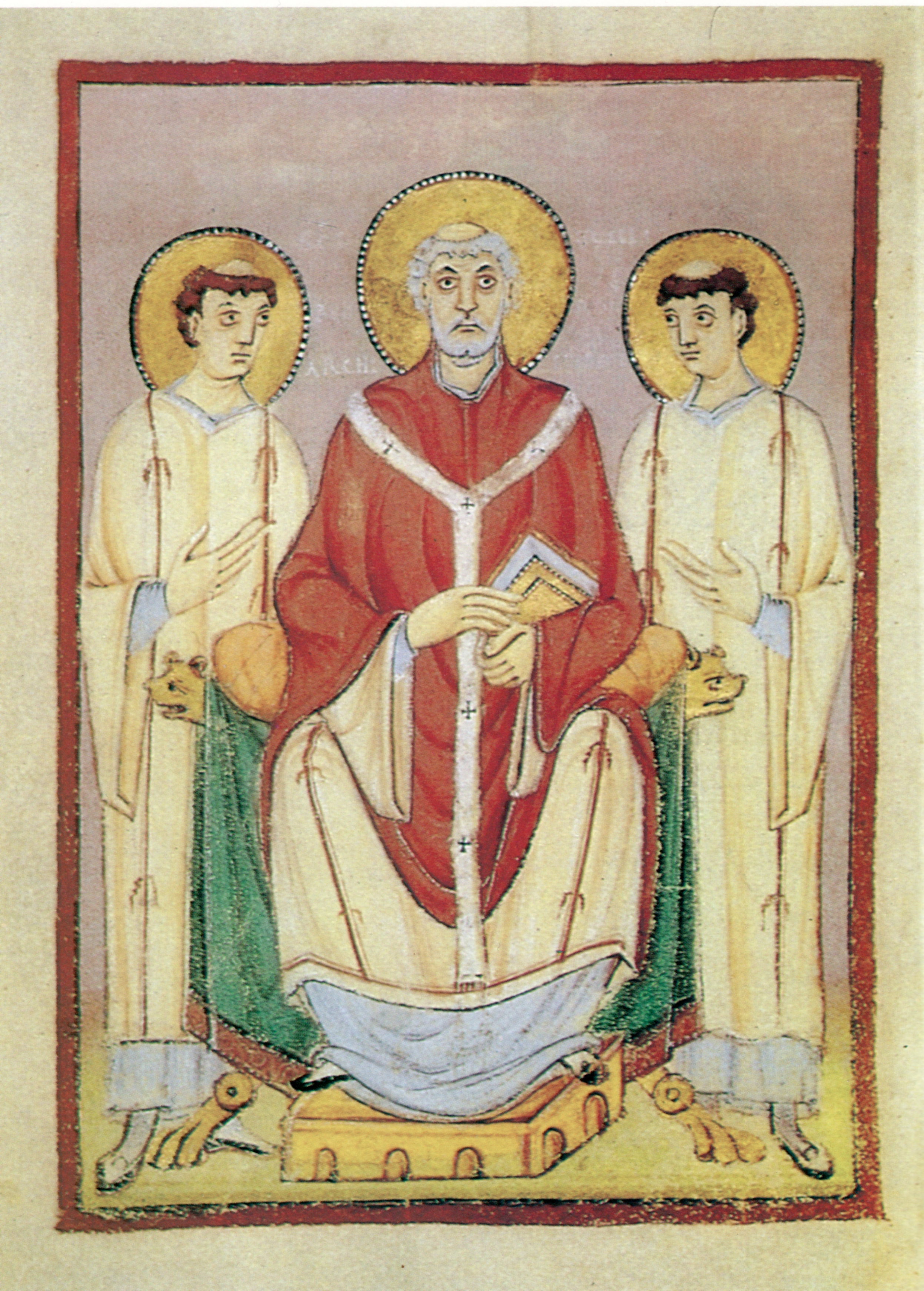
Willibrordus

De vroegmiddeleeuwse oorsprong van de stad levert al decennialang stof tot discussie, vaak vanuit het spanningsveld tussen de schaarste aan archeologische bronnen en de al even schaarse en omstreden geschreven bronnen. Niettemin staat de vroegmiddeleeuwse oorsprong van Antwerpen als handelsmetropool buiten kijf.

### Machtscentrum Merovingers
In Bath is een Merovingische tremissis gevonden, dateert ca. 650, van de muntslager Chrodigisilus met als plaats van fabricatie ANDERPVS, een eenmalige vermelding die doorgaans wordt geïdentificeerd als Antwerpen. De vroegste historische vermeldingen van Antwerpen, beginnend bij de bekeringsexpedities van Amandus en Eligius omstreeks het midden van de zevende eeuw, wijzen op het bestaan van een nederzetting met een centrale functie. De Rooms-Katholieke Kerk had in de derde eeuw grote delen grondgebied verloren aan de Germanen, onder andere het bisschopdom van Amiens. Onder leiding van bisschop Eligius moesten de Germanen bekeerd worden en over Eligius is geschreven dat hij de heiligdommen die de Antwerpenaren (Andouerpi) vereerden liet vernietigen. Hij bezocht dus vermoedelijk hun centrale nederzetting. Amandus zou op vraag van de Merovingische koning Dagobert een kerk hebben gesticht in dit moeilijk te interpreteren Antwerpen, en gewijd aan Sint-Pieter en Paulus. Belangrijk is, dat een kerk gesticht werd, wat in die periode enkel gebeurde in centra van macht. In de 7e eeuw viel de kerk in handen van adel (Rauchingus) uit de omgeving van de Pepinieden, het geslacht dat later de Karolingen -waaronder Karel Martel en vooral Karel de Grote - zal voortbrengen, die deze kerk rond 695 wegschonken aan Willibrordus ter ondersteuning van de bekering van het gebied dat nu Nederland is.
Vermoedelijk gaat het om een kerk bij een centraal hof dat artisanale activiteiten, administratie en landbouw beheerde. In dit centrum sloeg men ook munt, in opdracht van de kroon. In die periode stond muntslag niet zozeer gelijk met het fabriceren van geld, maar wel met het vervaardigen van munten (tremissi) als gouden statussymbolen, waarmee de elite zich kon identificeren en verbinden met de hoogste wereldlijke en kerkelijke macht. In de 8e eeuw lijkt Antwerpen bijgevolg een centrum van elites, met een zekere graad van inkomsten. Dit kan verklaren waarom de kerk van Antwerpen in diezelfde periode aan de abdij van Echternach en Willibrordus wordt geschonken.
Het zou verkeerd zijn, om Antwerpen dan al als ‘stad’ te bestempelen, maar de vondst van aardewerk uit de 6e, 7e, 8e en 9e eeuw in de omgeving van de Academie en de terreinen van de latere Sint-Michielsabdij toont aan, dat dit centrum een verspreide bewoning kende. Dit Antwerpen was via een veer over de Schijnmonding bij Dambrugge verbonden met Merksem, dat net als Wijnegem, Deurne, Wommelgem, Broechem, Hove, Edegem etc. al bestond in de vroege middeleeuwen en mogelijk een hof van een aristocratisch figuur of grootgrondbezitter was. Het veer kwam later in de handen van de Abdij van Lobbes.

### Vikingen
De Annales Fuldenses vermelden, dat Antwerpen in 836 door de Vikingen wordt platgebrand. Deze plundering past in een reeks aanvallen, waarbij ook het Frankische garnizoen in de koninklijke villa op Walcheren werd verslagen en de Vikingen van Harald en Rorik de Schelde onder controle kregen, tot in het jaar 876. Hoewel het toenmalige Antwerpen de facto onder gezag van de Vikingen stond, bleef het 9e-eeuwse Antwerpen lange tijd archeologisch moeilijk te duiden. Een specifiek probleem hierbij vormt de huidige afwezigheid van een Sint-Pieter- en Pauluskerk in Antwerpen. Die is mogelijk verloren gegaan tijdens de Vikingperiode of bevindt zich onder de latere Sint-Michielskerk van de gelijknamige abdij, die in de 11e eeuw de moederkerk van Antwerpen blijkt te zijn.

### Vroege handelsstad
Archeologische onderzoek uit 2008-2009 in de burchtzone, nabij het Steen, onder leiding van de stadsarcheologen en wetenschappelijk ondersteund door de Vakgroep Kunstwetenschappen en Archeologie van de VUB, gaf voor het eerst waardevolle inzichten in het Antwerpen van de negende en tiende eeuw. In die periode ontstond er een nederzetting die omwald werd en waarbinnen ambachtslui en handelaars actief waren. De huizen en straten binnen die eerste burcht vertoonden de kenmerken van een vroege stad, met houten huizen op rechthoekige kavels, naast elkaar langs hoofd- en zijwegen. Dit Antwerpen was een vroege handelsstad en vertoonde overeenkomsten met Birka, Haithabu, Dorestad, York, Ipswich en andere. Importaardewerk, sporen van artisanaat (geweibewerking, metaalbewerking, enz.) vervolmaken het beeld. Mogelijk werden de inwoners begraven in de omgeving van de Koraalberg, vlak nabij de handelsstad, zoals de vondst van twee 9e-eeuwse graven op die plaats aantoont. De historische bronnen bevestigen het bestaan van de vroege stad Antwerpen op het einde van de 9e eeuw, die als handelswijk of vicus wordt omschreven.
Het is deze vroege stad die vermoedelijk rond 900 omwald wordt door middel van een halfcirkelvormige, aarden wal die aansloot op de Schelde. Nabij het Steen werd op dat ogenblik vermoedelijk een eerste stenen constructie opgetrokken. Mogelijk stond Antwerpen in de 9e eeuw deels onder invloed van Scandinavische handelaars of zelfs elite, maar dit is deels speculatie.
Duidelijk is dat Antwerpen tussen 923 en 927 bij Oost-Francië wordt ingedeeld en dat het tegelijkertijd hoofdplaats is van de pagus Rien, onder de Romeinen pagus Renensium. in de plaatstelijk taal land van Rijen. De Schelde fungeerde als grens tussen West-Francië, (het latere Frankrijk) op de linkeroever en Oost-Francië (het latere Duitsland) op de rechteroever. Ondertussen is de bewoning van de handelsstad gegroeid en behoren ook de omgeving van de Veemarkt, Grote Markt en Oude Korenmarkt tot de 10e-eeuwse handelsstad.
Rond 950 werd ook tol op het handelsverkeer op de Schelde geheven, hetgeen niets zegt over de feitelijke controle van het hoogste gezag, dat van keizer Otto I de Grote. Het was in die tijd namelijk gebruikelijk, dat de verdediging en het bestuur in de regio's op basis van afspraken volgens het leenrecht, door de hoogste gezagsdragers werd overgedragen aan plaatselijke families. Zo maakte Antwerpen toen deel uit van het markgraafschap Antwerpen, dat vanaf de 11e eeuw tot de ambtslenen van de hertogen van Neder-Lotharingen hoorde. Door Gozelo I van Lotharingen, jongste zoon van Godfried van Verdun en Mathilde van Saksen (Billungen), werd in 1002 graaf van de Ardennengouw als erfdeel van zijn overleden vader en in 1008 markgraaf van Antwerpen onder zijn broer Godfried I van Neder-Lotharingen. Door hen wordt de versterking van Antwerpen uitgebouwd tot een burcht uit steen, met een prestigieuze Walburgakapel en een indrukwekkende stenen muur, rond het jaar 1000. Dit lijkt te passen in de transformatie van de oude handelsnederzetting tot machtscentrum. Deze verandering lijkt dan weer te kaderen binnen de grenspolitiek van de Ottoonse keizers, die in dezelfde periode ook de plaatsen Ename en Valenciennes door hun hertogen en graven lieten uitbouwen tot grensversterkingen met een hoge status.

## Late middeleeuwen

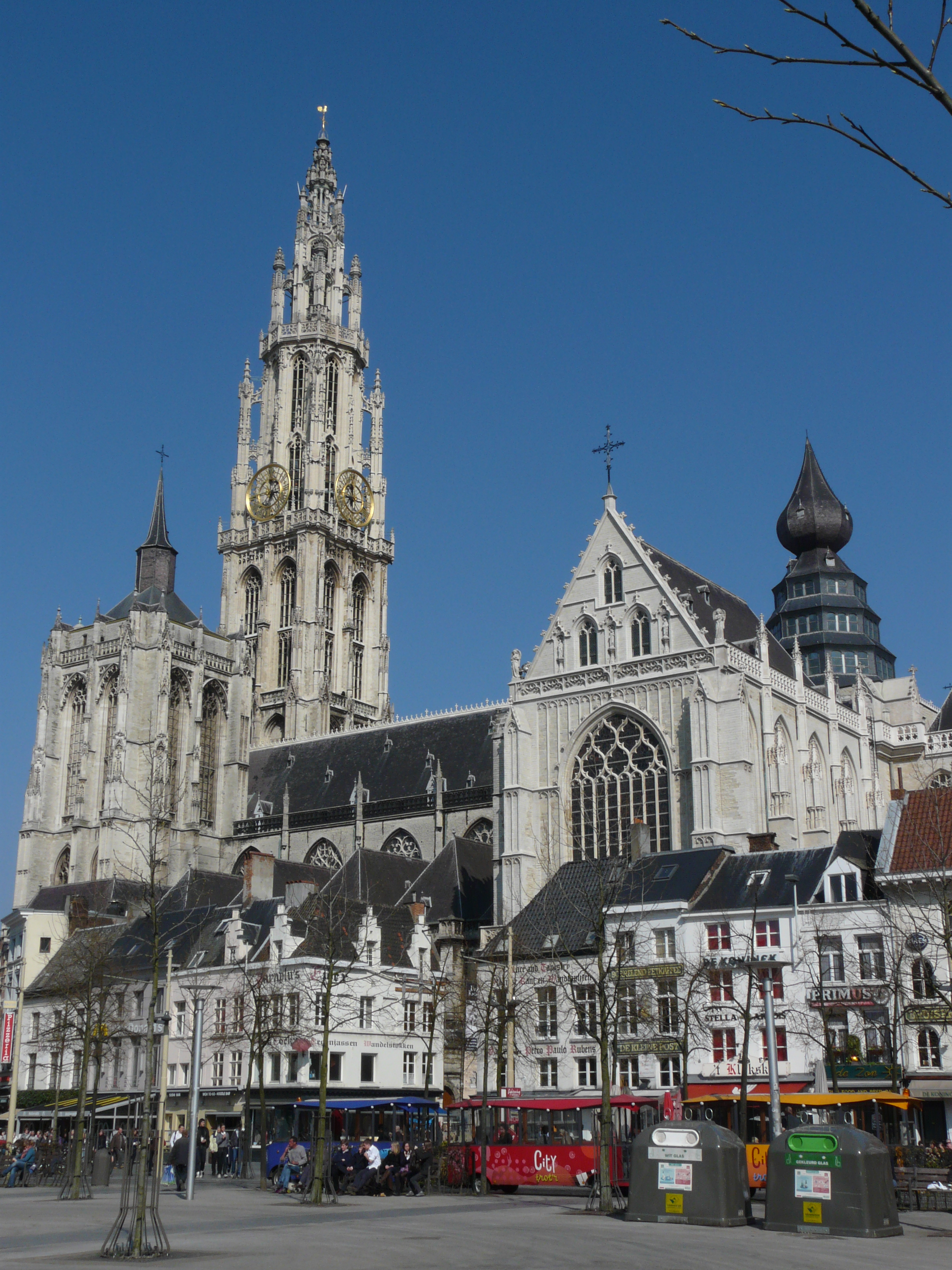
Gezicht op Onze-Lieve-Vrouwekathedraal vanop de Groenplaats

### Bestuurlijk
In 1008 kreeg Antwerpen zijn eigen stadszegel, verbonden aan de verlening van stadsrechten. Het oudste bewaard gebleven zegel van het Antwerps markiezaat dateert van 1231. Het stelt een sterkte of vesting voor, die evenwel door niets aan een bekende Antwerpse burcht herinnert. Godfried van Bouillon verkreeg het graafschap in 1076 uit de handen van keizer Hendrik IV.
In 1250 kon de oorsprong van de naam "Antwerpen" niet worden achterhaald. De legende van Druon Antigoon ontstond. In 1312 bevrijdde Antwerpen zich van de heerschappij van de hertog van Brabant. (zie Charter van Kortenberg). In 1358 kwamen het markgraafschap Antwerpen en de heerlijkheid Mechelen even onder het graafschap Vlaanderen.

### Bouwwerken
Na de versterkte burcht besloot men in de 12e eeuw om ook het dorp te voorzien van wallen. In 1104 liet keizer Hendrik V van Duitsland de Burcht bouwen. De muren worden verhoogd van 5 meter naar 12 meter en de dikte van de muren van 1,35 meter naar 2 meter. De burcht van Kronenburg moest in die periode plaats ruimen voor de door Sint-Norbertus in 1124 gestichte Sint-Michielsabdij.
De watersingel is vandaag nog steeds terug te vinden op een plattegrond. Hij volgt de verdwenen Boterrui, de huidige Suikerrui, de Kaasrui, de Jezuïetenrui, de Minderbroedersrui, de Sint-Paulusstraat en de Holenvliet (nu de Koolvliet). Deze Ruienstad bleef ongewijzigd tot ca. 1200.
De huidige Lepelstraat heeft een middeleeuwse oorsprong en was al in de veertiende eeuw bekend door de hier gevestigde huizen van ontucht. In 1529 maakte het Antwerpse stadsbestuur de straat zelfs tot officiële vestigingsplaats voor de publieke vrouwen. Deze status werd overigens later oorzaak van een naamsverandering. In 1958 doopte men de naam om in Willem Lepelstraat, genoemd naar een zekere Willem Lepel die in de middeleeuwen enkele percelen grond aan deze straat in pacht had. De vrolijke, ontuchtige Lepelstraat is door velen bezongen, onder andere door Bredero en door C. Huijgens. De laatst genoemde schreef "De noble Lepel-straet, het steeghjen van der minnen, Daer niet als vreughd en woont en vriendlicke Godinnen...".
Jan Appelmans en nadien zijn zoon Pieter Appelmans begonnen aan de bouw van een Onze-Lieve-Vrouwekathedraal, die duurde van 1352 tot 1521. De noordelijke toren is tevens het belfort van de stad.
Door de uitvinding in 1398 van de donderbus werden schietgaten in torens en muren van de Burcht aangebracht.
In 1402 werd de poort Guldenberg aangebracht in de Mattestraat. De poorten van de Burcht als vesting in 1420 moesten 's avonds niet meer worden gesloten. De poort Vleeshuis werd gekapt in de Zakstraat. De Zak- en Mattestraat waren de eerste straten van het dorp Antverpia, ten tijde van de Noormannen. In 1481 luidde het einde van de Burcht als vesting. Het diende nu uitsluitend tot gevangenis en verhoorplaats; m.a.w. de folterkamer. Het galgenveld lag toen buiten de stad, op de plaats waar nu het Hessenhuis en -plein is, en de Brouwersvliet (toen nog een watervliet, tot 1930; in 1930 werden alle vlieten gedempt en de Scheldekaaien rechtgetrokken). De Burchtgracht en de Palingbrug werden aan de stad Antwerpen verkocht.
Bekend is, dat omstreeks 1400 de Schelde zich ter hoogte van Zandvliet in twee takken verdeelde, waarvan de rechtse, de eigenlijke Schelde, steeds minder bevaren werd.
De stad groeide uit tot een van de vier grootste steden van Brabant en werd een grote handelsstad, een concurrent van Brugge. De afzet van Engels laken op de jaarmarkten trok kooplieden aan uit heel Midden-Europa.
In het begin van de 16e eeuw bereikte Antwerpen zijn hoogtepunt. De grootste invoer was van Engelse lakens, Duitse metaalproducten en de Portugese specerijen.

## Gouden eeuw

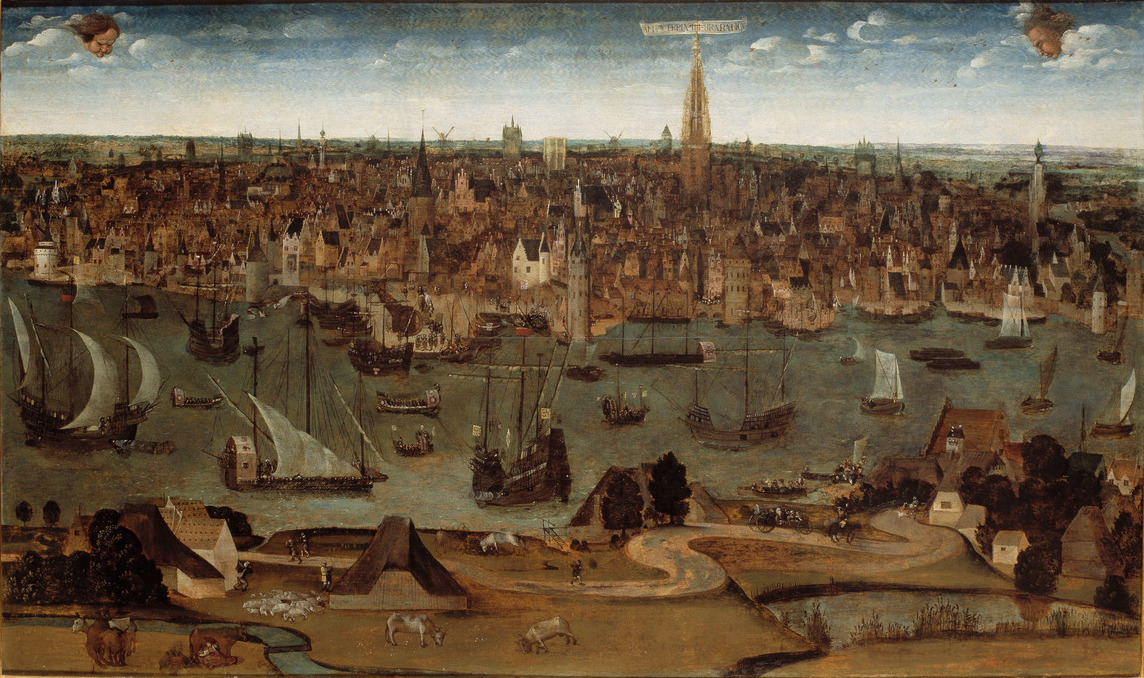
De rede van Antwerpen, ca 1540

Obligatie van de stad Antwerpen voor 100 carolusgulden met een jaarlijkse rente van 8,33%, uitgegeven op 15 november 1558. De uitgifte van de obligatie voor een totaalbedrag van 400.000 carolusgulden werd op 20 augustus 1555 door keizer Karel V toegestaan om de bouw en het onderhoud van de vestingwerken van Antwerpen (Spaanse omwalling) te financieren. De bouw van de 5 km lange omwalling, die de stad moest beschermen tegen aanvallen vanuit het noorden, werd in 1542 in opdracht van keizer Karel V uitgevoerd.

In de 16e eeuw was Antwerpen een welvarende en belangrijke havenstad. Omstreeks 1400 was Antwerpen voor die tijd een betrekkelijk grote stad met ongeveer 18.000 vaste inwoners. Er waren echter ook altijd veel vreemdelingen. Rond 1500 was het inwonertal gestegen tot ongeveer 40.000 inwoners, en tegen 1560 werd het aantal van 100.000 bereikt. Van 1495 tot 1565 kon Antwerpen worden beschouwd als de economische hoofdstad van Europa. Het was een centrum van de wereldhandel en van de Europese publieke financiën. Kapitalisten als Gilbert van Schoonbeke, Erasmus Schetz en Gaspar Ducci werden er dankzij monopolies schatrijk, maar hun manier van zakendoen was uitzonderlijk en hun exclusieve rechten lokten weerstand uit. Ook de industrie was belangrijk voor de stad. De invoer van ruwe rietsuiker uit de Spaanse en Portugese kolonies leidde tot de oprichting van vele suikerraffinaderijen, die een afzetmarkt vonden in zowel Brabant, Vlaanderen als het noordelijk deel van de Nederlanden. In 1550 telde de stad vijftien raffinaderijen. De straatnaam Suikerrui verwijst naar deze activiteit.
Antwerpen was een van de eerste plaatsen waar het lutheranisme voet aan de grond kreeg. Dat kwam door het Augustijnenklooster, waar enkele oud-leerlingen van de Saksische reformator woonden, onder wie de prior Jacob Proost. Hun verkondiging vond gehoor, maar de overheid greep in. In 1522 werd het klooster gesloten en de monniken afgevoerd. De meesten herriepen hun dwalingen, maar Jan van Essen en Hendrik Voes weigerden en werden op 1 juli 1523 in Brussel verbrand. Halverwege de 16e eeuw begon het calvinisme grote aanhang te krijgen in de stad. En opnieuw reageerde de overheid met de brandstapel, te beginnen in 1551 voor de eerste gereformeerde predikant Jan van Oostende.
In 1555 begon Christoffel Plantijn met de drukkerij Plantijn, die zelfs het monopolie voor uitgave van missalen en brevieren voor alle landen onder de Spaanse kroon verwierf. In 1568-1572 werd door het huis Plantijn de Biblia Regia in vijf talen en in acht delen gedrukt.
Het einde van de Burcht als functie tot vesting, werd bekrachtigd door keizer Karel V in 1549.
In 1561 begon de bouw van het Stadhuis van Antwerpen.
In 1579 begon men aan de herbouwing van de Werfpoort. Boven op de poort werd Silvius Brabo geplaatst.
Hand in hand met de toenemende welvaart kende Antwerpen een ongekende culturele bloei. Vooral de schilderkunst nam een hoge vlucht in de 16e en 17e eeuw (zie Lijst van kunstschilders in Antwerpen).

### Opstanden en oorlogen
De stad werd na de beeldenstorm op 20 augustus 1566 het brandpunt van antikatholieke woelingen: de "Antwerpse beroerten". Duizenden roomsen ontvluchtten de stad, totdat prins Willem van Oranje de rust kwam herstellen.

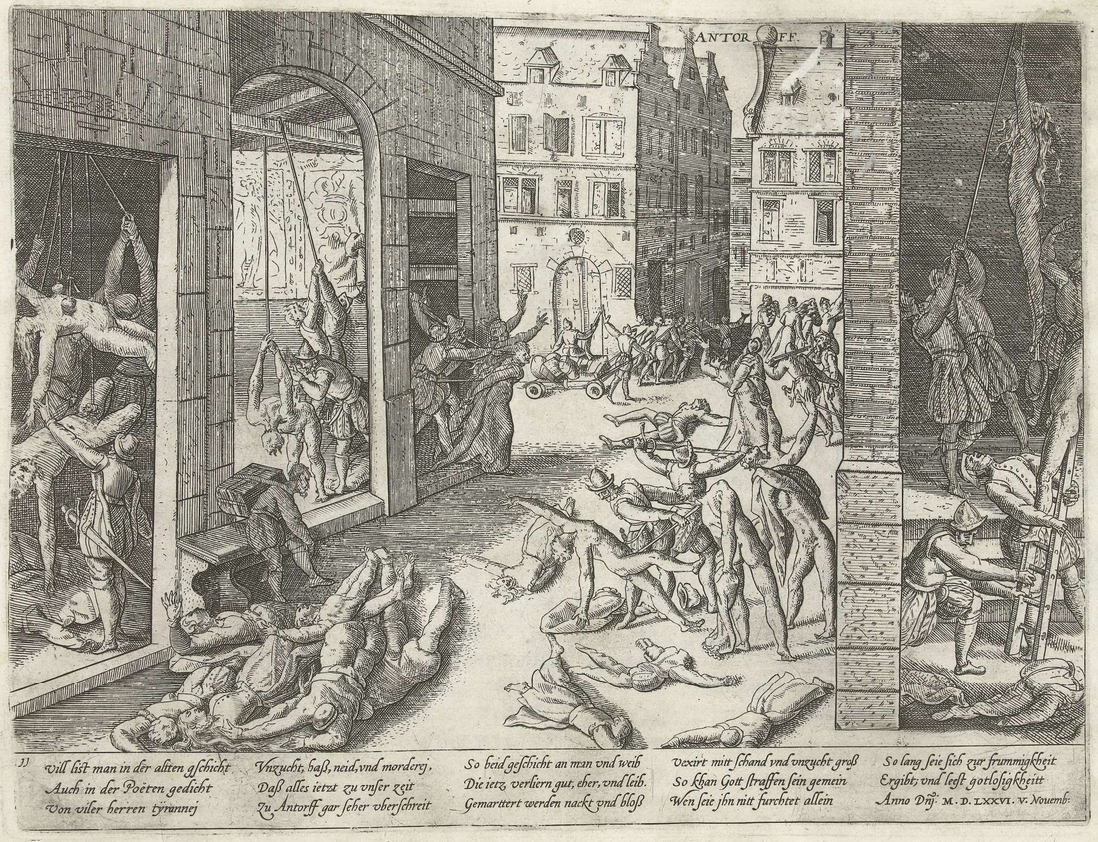
De Spaanse Furie

Bij een omstreeks 1580 door stadhouder Willem van Oranje georganiseerde godsdiensttelling bleek 33% van de bevolking aanhanger te zijn van het calvinisme, 17% van het lutheranisme en 50% van het katholicisme.

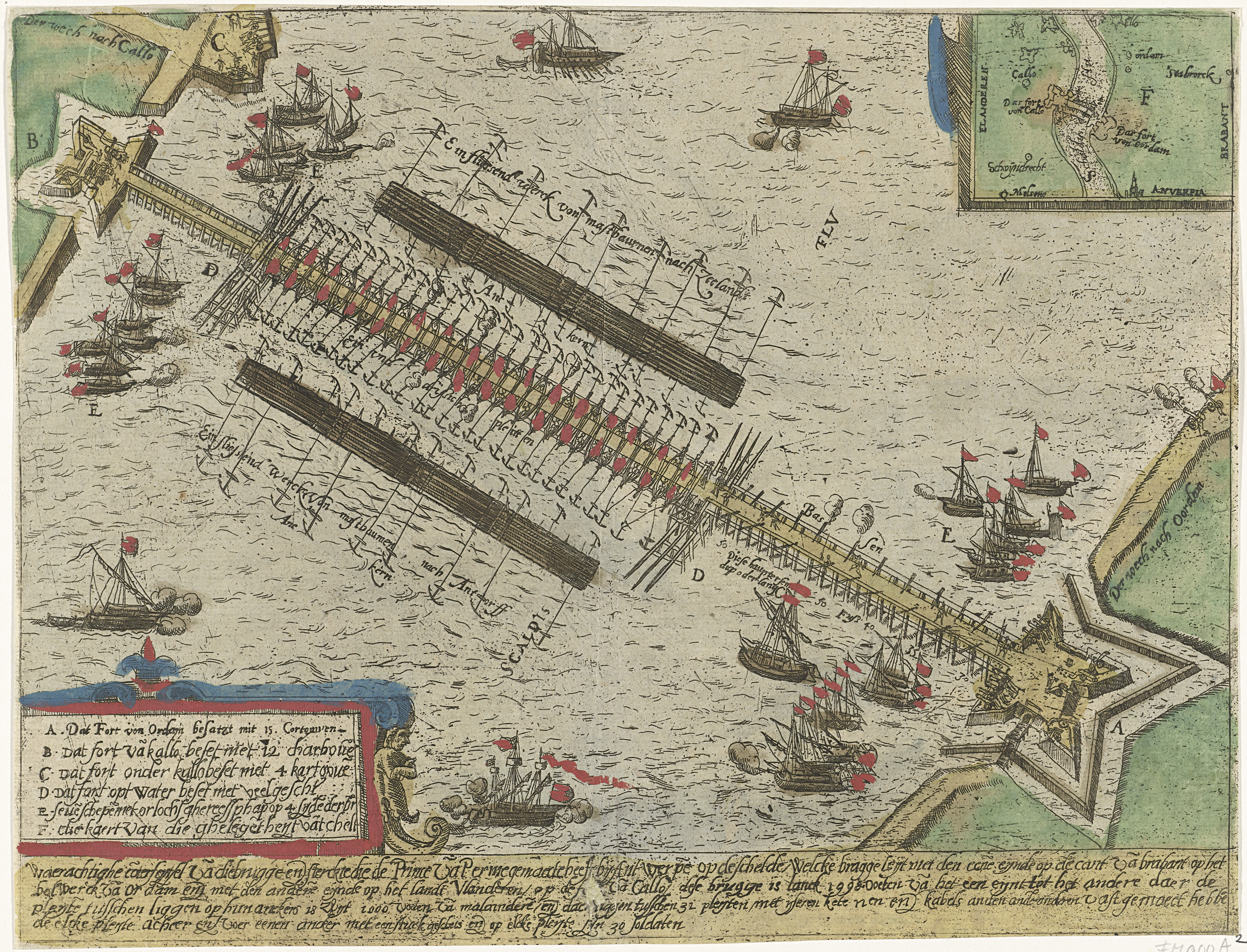
De schipbrug van Alexander Farnese over de Schelde

De troebelen van de opstand tegen Spanje hadden de stad grote schade berokkend.
Op 4 november 1576 werd Antwerpen geplunderd door uitgehongerde huursoldaten in dienst van de Spaanse koning, de Spaanse Furie. Ze vermoordden 8000 burgers en brandden vele huizen af. De stad sloot zich vervolgens aan bij de Pacificatie van Gent en was na de inname van de Citadel van Antwerpen in 1577 gedurende de komende negen jaar min of meer de hoofdstad van de anti-Spaanse opstand. Dit tijdperk staat bekend als de Antwerpse Republiek onder calvinistisch bewind. Hoewel het er op leek dat de Spaanse stadhouder Alexander Farnese, prins (later hertog) van Parma, het op Antwerpen gemunt had, leverden hij en zijn troepen voorafgaand aan de inname slechts één opmerkelijke Slag bij Borgerhout. In juli 1584 werd de Schelde ondanks hevig verzet van de Antwerpenaren gescheiden van de Republiek der Zeven Verenigde Provinciën tijdens het Beleg van 1584 tot 1585. In 1585 werd Antwerpen door Farnese, veroverd na een beleg dat meer dan een jaar had geduurd.

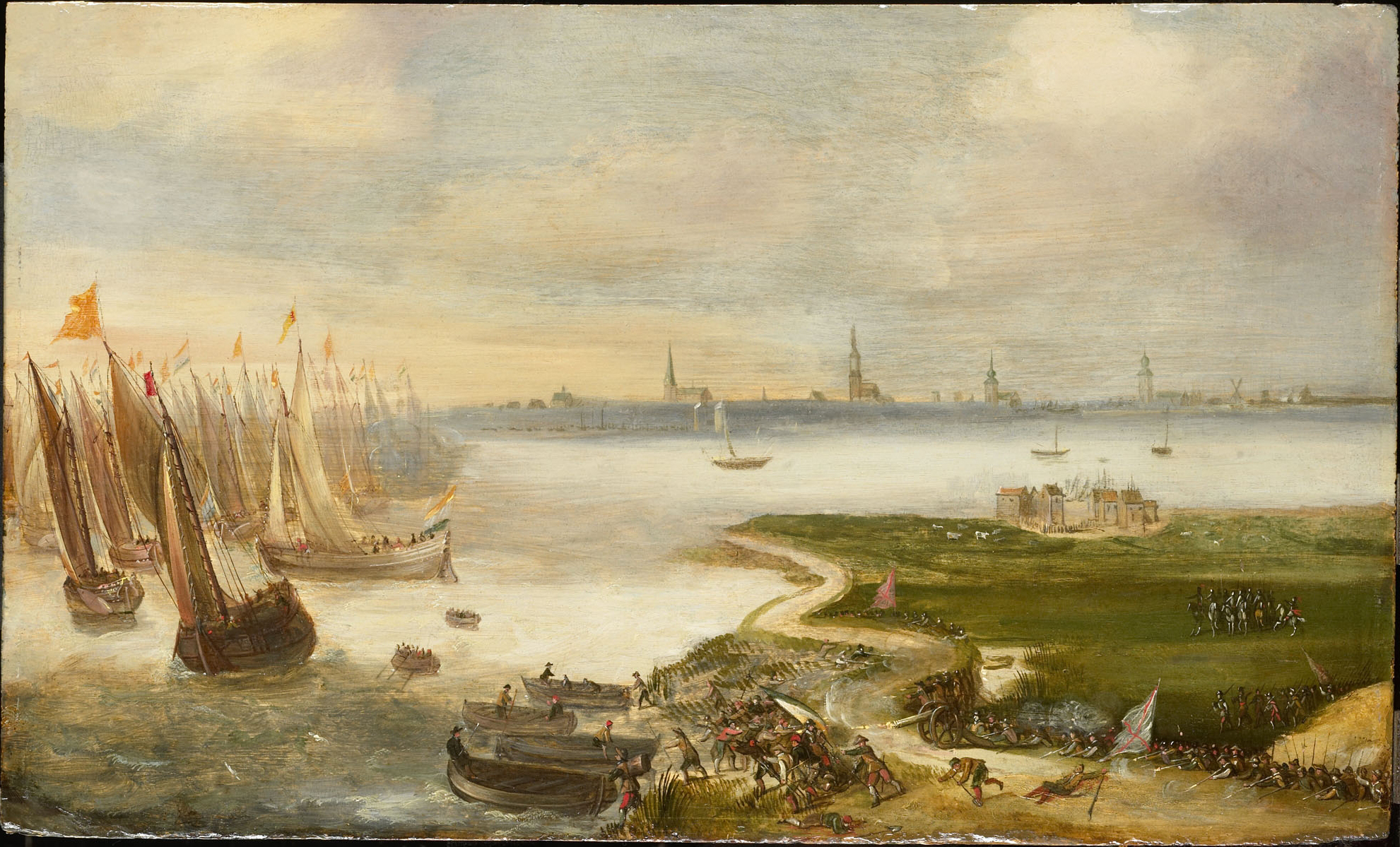
De mislukte Noord-Nederlandse aanval op Antwerpen in 1605

Na die verovering is ongeveer de helft van de bevolking naar Duitsland, Frankrijk en Engeland, later ook naar Holland vertrokken. Het bevolkingscijfer daalde tot 45.000. De Republiek 'sloot' de Schelde in 1587 voor de doorgaande zeevaart van en naar het toen Spaanse Antwerpen. Veel van de Antwerpse handel, kunsten en wetenschappen verplaatste zich naar elders in Europa. Ze werden onder andere verder ontwikkeld in de Hollandse Gouden Eeuw. De stadhouders van de Verenigde Provinciën trachtten nog verscheidene malen Antwerpen te heroveren voor de Opstand (1605, 1620, 1624, 1638 (Slag bij Kallo), 1646) maar dit mislukte.

In de volgende twee eeuwen zou Antwerpen niet meer de bloei van de voorafgaande periode bereiken, maar het bleef een van de belangrijkste economische en culturele centra van de Spaanse en later Oostenrijkse Nederlanden. Het bracht in die periode grote schilders voort als Rubens, Jordaens en Teniers. Als rooms-katholiek bolwerk in de Contrareformatie kwamen grootse kunst- en bouwwerken tot stand, voornamelijk in barokke stijl, zoals de Sint-Carolus Borromeuskerk.

## Scheldesluiting

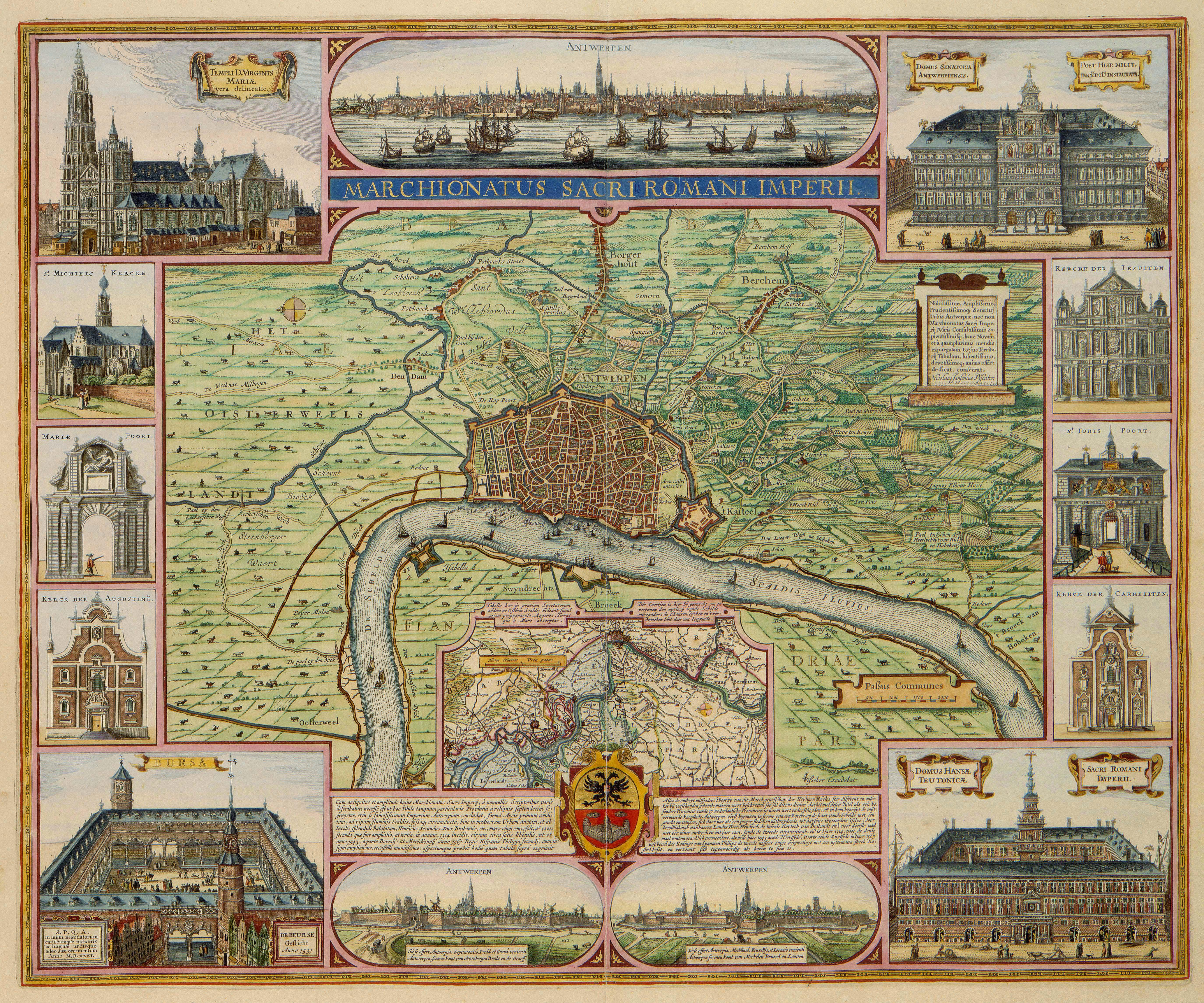
Kaart uit 1624 van Antwerpen, het markgraafschap en belangrijke gebouwen. Claes Janszoon Visscher

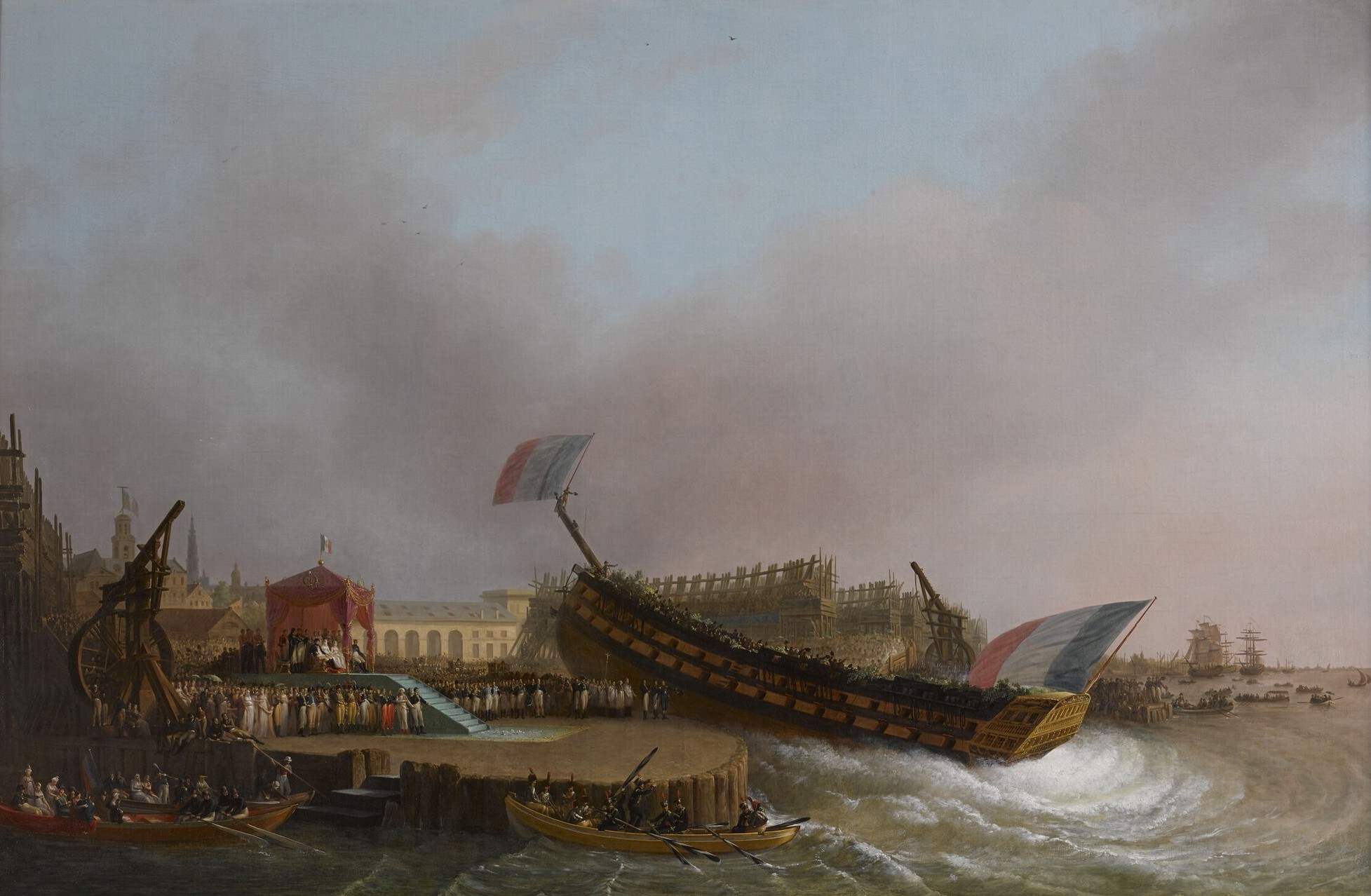
Napoleon aanschouwt de tewaterlating van een oorlogsschip in Antwerpen

Vanaf het midden van de 16e eeuw boette de handel in Antwerpen sterk in aan belang. Vanaf 1548 was Antwerpen niet langer de stapelmarkt voor Portugese specerijen en in 1564 verlieten de Engelse wolhandelaars de stad. Hierdoor raakte de stad in een recessie. De Tachtigjarige Oorlog versterkte de neergang van de stad. De Hertog van Parma schafte in 1585 de rederijkerskamers af in de stad, omdat deze “brandhaarden van hervormingsgedachten” waren. Prompt ontstonden er diverse poesjenellentheaters, waar politici nog veel scherper belachelijk werden gemaakt. De Spaanse bezetters namen deze poppenspelen echter niet serieus en dus konden deze "poesjes" eeuwenlang rustig doen en zeggen wat ze wilden.
Antwerpen werd in de 17e eeuw een centrum van de Contrareformatie. De jezuïeten keerden terug naar de stad en de vele drukkerijen specialiseerden zich in de reproductie van heiligenboeken en devotieprenten, die over katholiek Europa werden verspreid.
In 1792 werd Antwerpen veroverd door de Franse revolutionaire legers. Frankrijk 'opende' de Schelde weer, maar de napoleontische oorlogen beperkten de handel, en Antwerpen werd onder Napoleon een oorlogshaven, een "Pistool gericht op het hart van Engeland". Gaspard Monge richtte de zeevaartschool op.
De Franse keizer liet de werken beginnen van de Bonapartesluis, le petit bassin, nadien Bonapartedok genoemd en iets later le grand bassin, nadien het Willemdok genoemd. De werken vorderden traag door tekort aan voldoende hout en arbeiders.
Napoleon had ook plannen om een zeekanaal te graven van Antwerpen, via Zelzate, Brugge naar Zeebrugge, eigenlijk waar nu de expresweg N49/A11 loopt, wat uiteindelijk niet doorging.
Toen Antwerpen in 1830 met de Belgische Revolutie te maken kreeg, hield het Nederlandse leger onder leiding van baron Chassé de citadel van Antwerpen bezet. Beide partijen bestookten elkaar met artillerie. In 1831 werd de citadel door een Frans leger onder leiding van maarschalk Gérard veroverd op Chassé.
Het scheidingsverdrag tussen België en Nederland van 19 april 1839 gaf Nederland het recht op de historische Scheldetol, die al sinds de middeleeuwen geheven werd. Op 12 mei 1863 tekenden België en Nederland een verdrag waarbij die heffing werd afgekocht. Dit gaf aanleiding tot de 'Schelde vrij'-feesten in 1913, 1963 en 2013.

## Industrialisatie

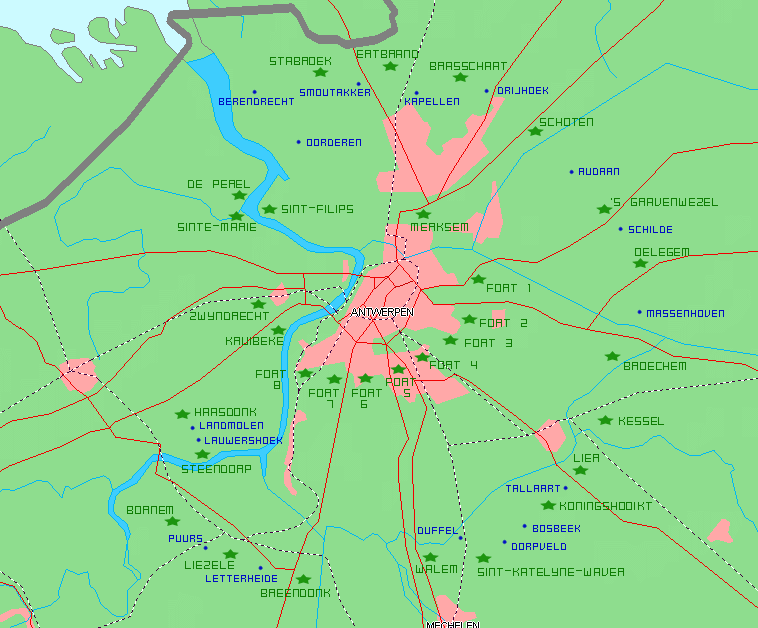
Fortengordels rond Antwerpen

Lazare Carnot werd in 1814 naar Antwerpen gestuurd om de stad te verdedigen. Hij liet wijken buiten de stad, met name delen van het Kiel en Berchem, platbranden, als 'verdedigingstrategie', om de stad verder uit te bouwen tot een belangrijk bolwerk tegen de geallieerde coalities.
In de periode 1814-1914 – na meer dan 200 jaar te zijn afgesloten van de zee – groeide Antwerpen uit tot een wereldhaven. In de 18e eeuw was Antwerpen dé Noordzeehaven, maar in de 19e eeuw werd het samen met Hamburg en Rotterdam dé Europese haven. De Industriële Revolutie in de 19e eeuw bracht een enorme uitbreiding van het handelsvervoer met zich mee. Men ging veel grotere, ijzeren schepen bouwen en ondanks de grotere massa, kon de vaarsnelheid worden opgevoerd door de toepassing van stoomkracht. De nieuwe werelddelen zorgden nu voor de bevoorrading van grondstoffen en dienden tevens als afzetmarkt voor bewerkte goederen. Heel het economische leven van de stad, haar nijverheden, haar financiën, haar arbeidersklasse, haar bediendenwereld en haar beursaspect stonden in teken van de haven. In 1858 werd de handelsbeurs in de Borzestraat verwoest door een brand. Het werd heropgebouwd.
De opgang kende wel zware dalingen, ook al viel het meestal beter mee dan gevreesd werd. De goede economische vooruitzichten verdwenen met de onafhankelijkheid van België in het revolutiejaar 1848. Na deze binnenlandse stagnaties werd Antwerpen gedurende het verdere verloop van de 19e eeuw gevoeliger voor de ups en downs van de globale economie. Er waren mirakeljaren zoals na de Frans-Duitse Oorlog en jaren van dreigende inzinking waarin gevreesd werd voor overproductie en protectionisme. België was als belangrijk exportland dan ook economisch sterk afhankelijk van de internationale hoog- en laagconjuncturen.

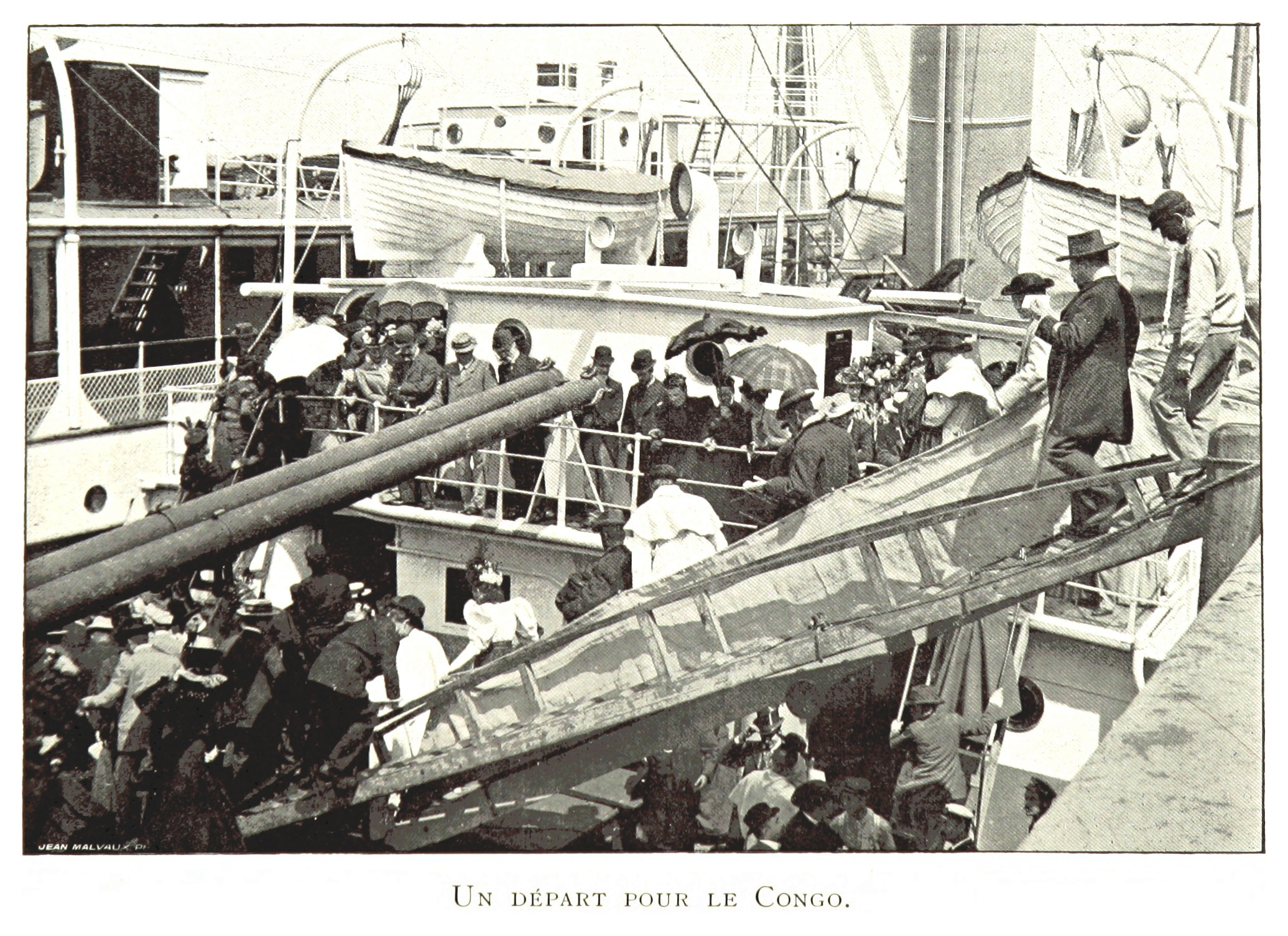
Vertrek naar Congo (1898)

Door de oprichting van de overzeese kolonie Kongo-Vrijstaat, nadien Belgisch-Congo werd Antwerpen een draaischijf voor rubber en ivoor. In 1895 werd de Compagnie Belge Maritime du Congo opgericht op verzoek van Leopold II van België. Op 6 februari 1895 vertrok het stoomschip Léopoldville als eerste uit Antwerpen naar Matadi voor een lijnverbinding. Ook was Antwerpen de belangrijkste haven voor reizigers uit Duitsland en Oost-Europa die hun geluk gingen zoeken in Amerika en inscheepten met de Red Star Line.

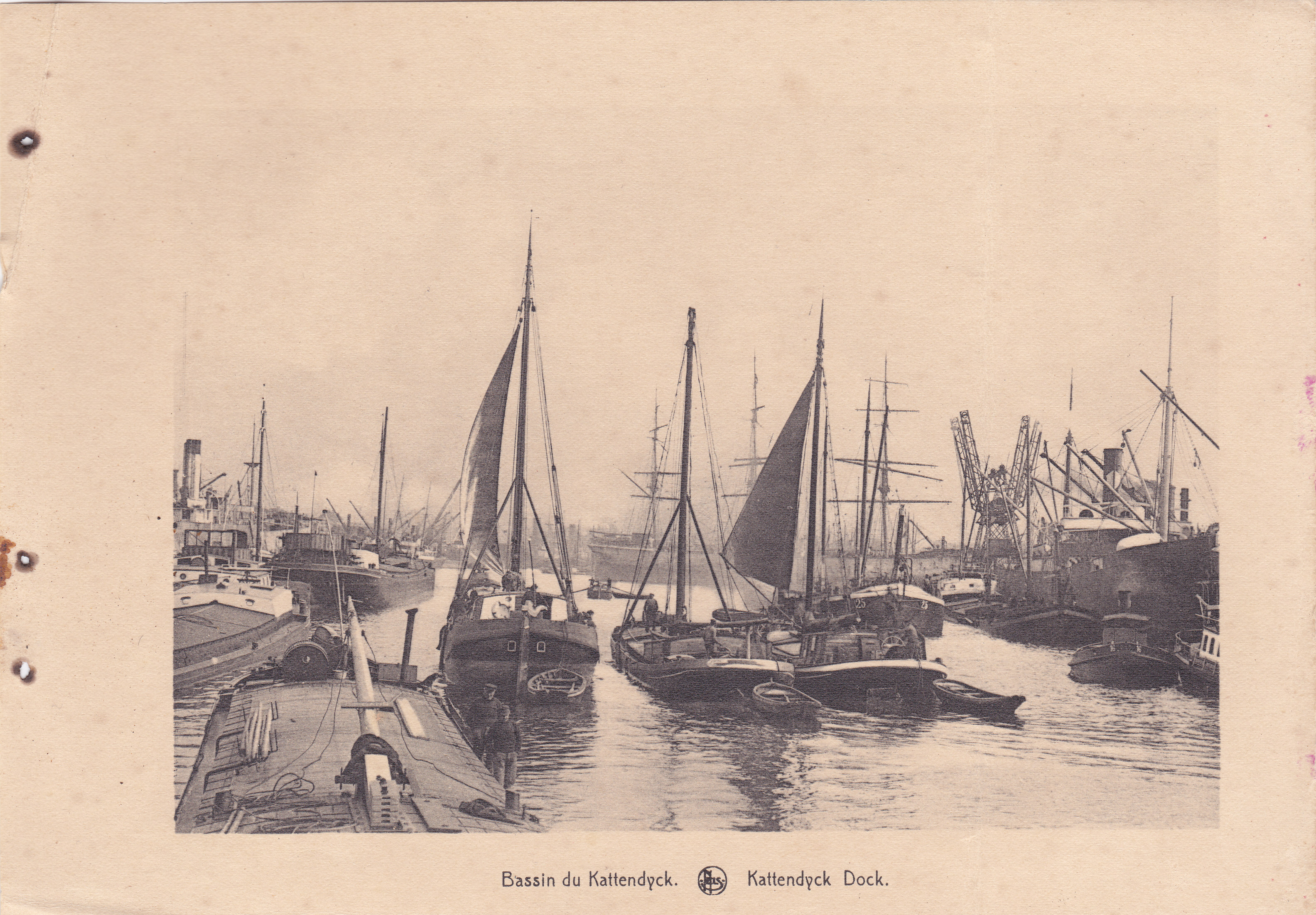
Kattendijkdok (begin 20e eeuw)

De maritieme groothandel had zijn weerslag op de stad en het omliggende. Voor de ontwikkeling van de handel in de 16e eeuw moesten de oude poorten, bruggen en ruien uit de middeleeuwse periode verdwijnen. Zo werd ook in de 19e eeuw Antwerpen herschapen, maar op een veel grotere schaal. De toevoer van zovele koloniale producten heeft koloniale nijverheden in het leven geroepen. De bevolking groeide onophoudelijk. De groeiende grootstad trok werkkrachten van het land aan. Rondom de stadskern werden allerlei straten en wijken gebouwd, zodat de stad snel uitbreidde. De oude fortengordel, de Spaanse vesten, moesten hiervoor afgebroken worden. De nieuwe fortengordel omsloot een zesmaal grotere oppervlakte dan de oude, maar ook deze werd te klein en ze hinderde de toegang tot de stad. Vanaf 1859 werd daarom de Stelling van Antwerpen gebouwd.

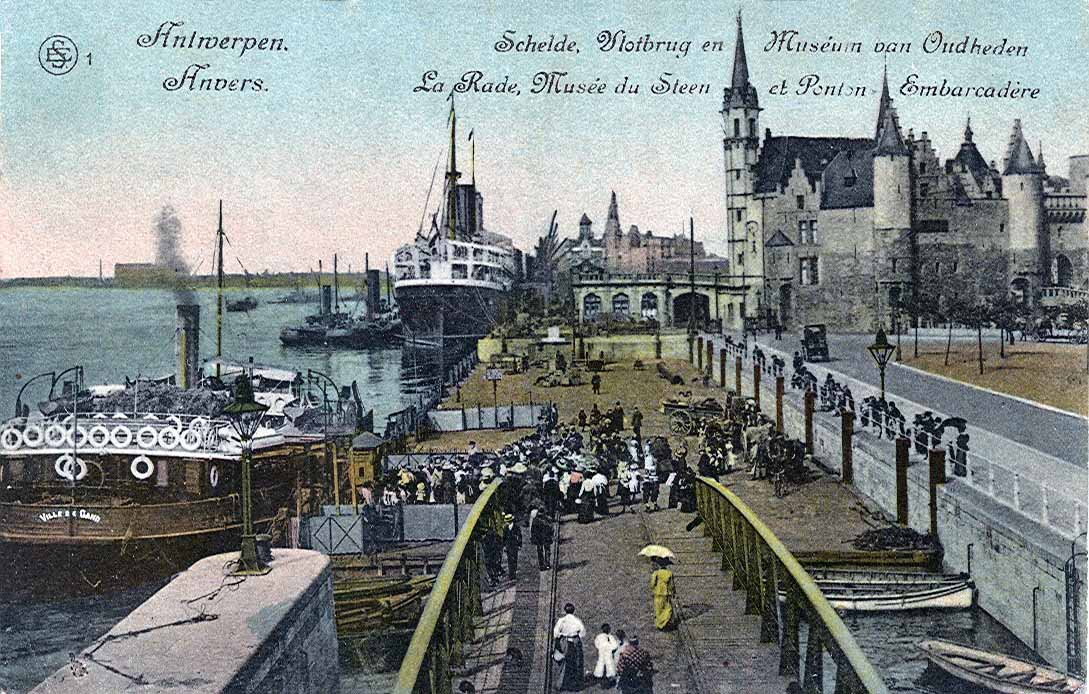
Antwerpen met de Schelde en het Steen in 1917

In 1875 werd de Schelde verbreed van gemiddeld 270 m naar ca. 500 m, hetgeen bekendstaat als de 'rechttrekking van de Schelde'. Daarbij werd een groot deel van de oorspronkelijke Antwerpse burcht, waar de stad ontstaan was, gesloopt. Enkel Het Steen bleef hiervan nog over, dat in 1890 werd omgebouwd tot een 'nepkasteel'. Het overwelven van de Antwerpse ruien, begonnen in de 16e eeuw werd in de jaren 1880 voltooid. De intussen gedempte Zuiderdokken en het Kattendijkdok werden eveneens in deze periode gebouwd. Naarmate de haven bleef uitbreiden, werden ook de Royerssluis (1907) en de Van Cauwelaertsluis in gebruik genomen. In 1885 ging de Wereldtentoonstelling van 1885 door op het Zuid te Antwerpen en in 1894 ging de Wereldtentoonstelling van 1894 (Antwerpen) ook daar door. In 1899 werd Station Antwerpen-Centraal gebouwd.

## Wereldoorlogen

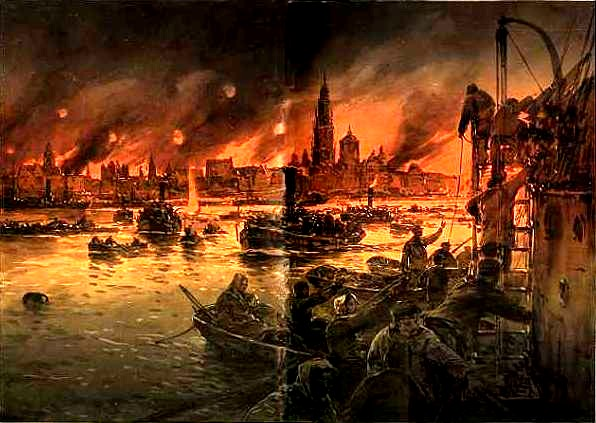
De vlucht uit Antwerpen over de Schelde in 1914

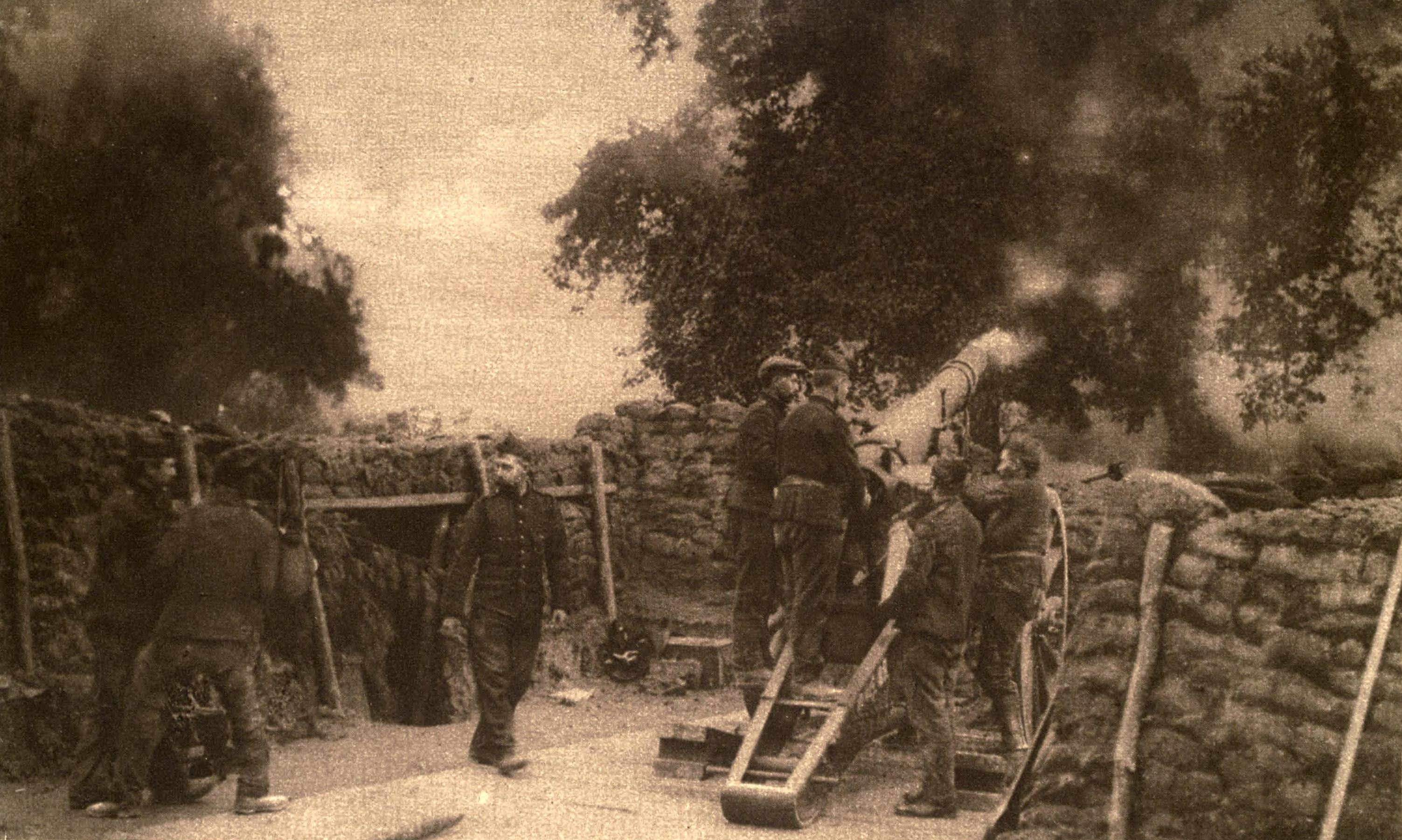
Belgische artillerie verdedigt Antwerpen tijdens de Eerste Wereldoorlog

Na de eerste (lucht)aanval met een zeppelin op 25 augustus 1914, duurde het nog tot 28 september 1914 voordat een zware aanval werd ingezet. In de nacht van 6 oktober op 7 oktober 1914 staken de Belgische troepen de Schelde over. Op 10 oktober 1914 is de inname van Antwerpen definitief. (zie Duitse opmars door België)

### Interbellum
In 1920 gingen de Olympische Zomerspelen 1920 door te Antwerpen. Het Olympisch Stadion (Antwerpen) werd daartoe gebouwd en de zwemwedstrijden gingen door in open lucht in de vest bij de Wezenberg.
In 1930 ging de Wereldtentoonstelling van 1930 (Antwerpen) door op het Kiel te Antwerpen.
In 1929 werd daartoe de Boerentoren gebouwd, een van de eerste wolkenkrabbers in Europa.

### Tweede Wereldoorlog
Antwerpen werd rond 20 mei 1940  bezet door het Duitse leger en  bevrijd op 4 september 1944.

#### Fusie met randgemeenten
In 1942 werd Antwerpen gefuseerd met zijn randgemeenten Ekeren, Merksem, Deurne, Borgerhout, Mortsel, Berchem, Wilrijk en Hoboken. Daarbij werd Ekeren opgedeeld tussen Groot-Antwerpen en Kapellen en werd ook het Peerdsbos (grondgebied van Brasschaat en Schoten) overgedragen aan de stad. Die fusie werd bij de bevrijding onwettig verklaard en teruggedraaid. 

Grondplan van Groot-Antwerpen 1943 (noordelijke helft)

#### Wegvoeren van de Joodse burgers
Tijdens de bezetting door nazi-Duitsland hielden de nazi's en hun vlaamse collaborateurs in Antwerpen een groot aantal razzia's die gericht was tegen de Joodse bevolking (zie Verzet tegen deportaties van Joden in Antwerpen). In totaal werden minstens 9515 Joden weggevoerd naar concentratiekampen in Duitsland, waar de overgrote meerderheid vermoord werd.
Over de geschiedenis van de joodse bevolking te Antwerpen tot 1944 zie Saerens (2000).

#### Weerstand
Vele burgers namen deel aan burgerlijke ongehoorzaamheid en 
gewapend verzet. Minstens 306 weerstanders werden naar het Auffanglager van Breendonk getransporteerd. In de speciale Nacht und Nebel concentratiekampen werden 3 weerstanders uit de gemeente ter dood gebracht door onthoofding.

#### Bevrijding
Op 4 september 1944 werd Antwerpen vanuit Brussel bevrijd door de geallieerden onder aanvoering van kolonel Silvertop met zijn Cromwell tanks. Ter herdenking van de bevrijding werd het Tankmonument aangelegd. Duitse troepen hielden echter stand in de haven en in Merksem, waar gedurende september en begin oktober de Slag om Merksem werd uitgevochten. Pas op 4 oktober was Merksem en het hele havengebied bevrijd. Het Duitse 15de Leger had echter nog de Scheldemonding in handen, die Canadese troepen slechts na de zware Slag om de Schelde konden vrijmaken op 8 november. Na het weghalen van de vele mijnen kon het eerste geallieerde bevoorradingskonvooi op 28 november aanleggen, wat cruciaal was voor de verderzetting van het offensief richting Duitsland.

#### V1 en V2 bombardementen

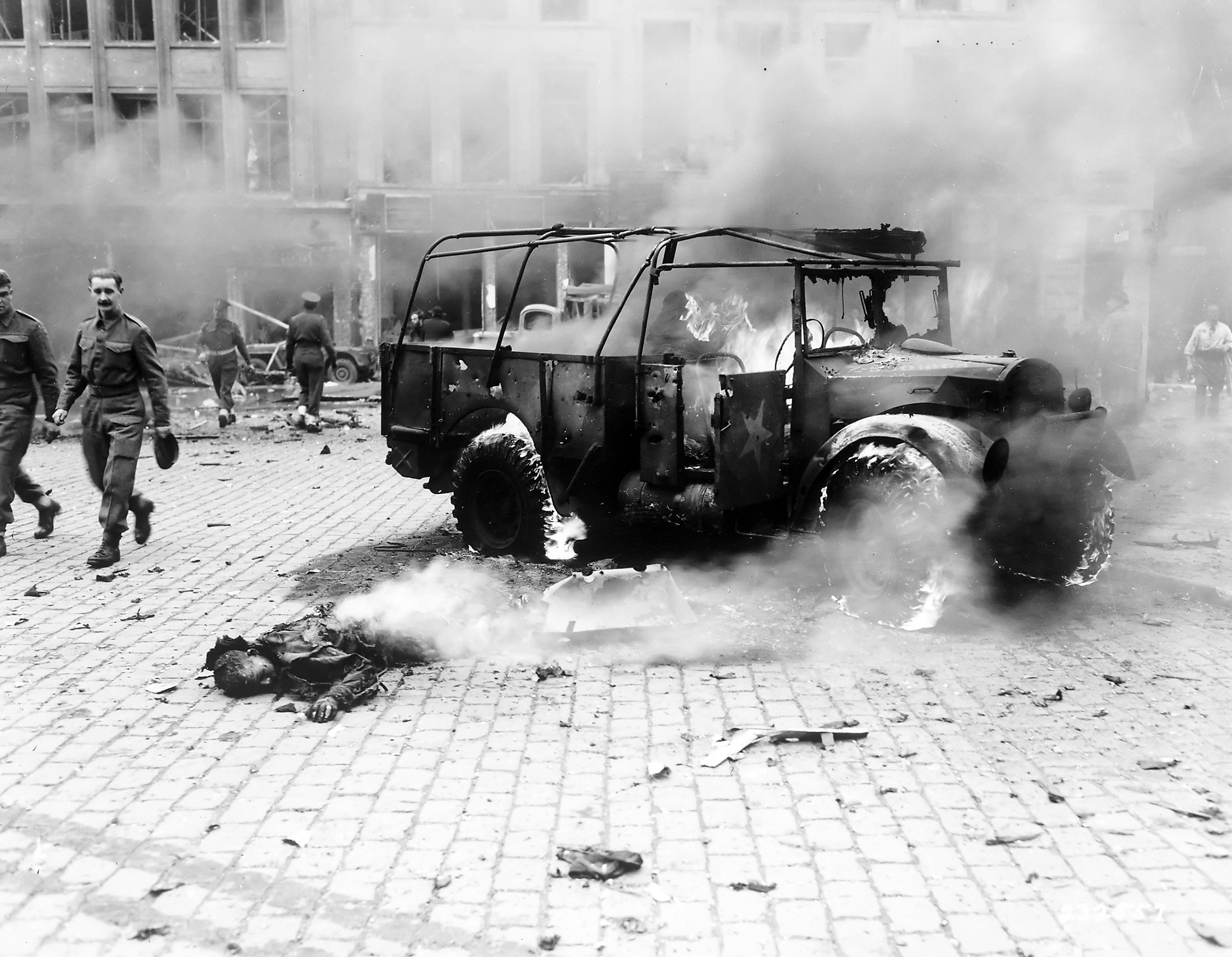
Foto na de inslag van een V2 te Antwerpen in 1944

Kaart met de inslagen van V1's en V2's in het arrondissement Antwerpen

Tussen 7 oktober 1944 tot 30 maart 1945 werd de stad en omgeving zwaar beschadigd door de Duitse V-1 en V-2 bommen gericht op de haven, waarlangs de geallieerden materieel aanvoerden. In totaal werden 3.709 V-bominslagen geteld in het arrondissement Antwerpen, waarbij duizenden doden vielen. Bij twee inslagen kort na elkaar op de Teniersplaats vielen 724 doden, terwijl op 16 december 1944 de Cinema Rex een voltreffer kreeg. Daarbij kwamen 566 Antwerpenaren om het leven. Veel Antwerpenaren vluchtten de stad uit en degenen die bleven ontvingen zogenaamd "bibbergeld". De Duitsers trachtten de haven te beschadigen, maar deze bleef relatief onbeschadigd.

#### Aantal slachtoffers
Het aantal slachtoffers is onbekend en ligt allicht hoger dan het  Belgische gemiddelde van 1,02% van de bevolking. De site bel-memorial.org meldt o.a. een monument voor 24 gesneuvelden van Royal Antwerp FC bij het Bosuilstadion (afgebroken in 1980), een oorlogsmonument aan het kasteel Sterckshof en een monument op de Havenmarkt van Lillo.

## 1955 - 2000
1955: De Boudewijnsluis (360 m op 45 m) werd in gebruik genomen. Ze is nog altijd in bedrijf voor zeeschepen tot 200 meter lengte en binnenvaart.
1967: De getijdedeuren aan de Scheldegeul bij het Loodswezen werden definitief afgesloten. De getijdedeuren konden bij gelijk peil van Schelde en dok geopend worden om schepen van en naar de Willem- en Bonapartedok te laten passeren.
1967: De Zandvlietsluis (500 meter lang en 57 meter breed, met een drempeldiepgang van 13,50 meter) werd de grootste zeesluis van de wereld.
1984: De Kallosluis, op linkeroever (360 m bij 45 m), werd in gebruik gesteld. Ze werd gebouwd in 1979. Vanaf 1992 werd ze volwaardig bemand en in bedrijf gezet.
1986: De eerste stad in miniatuur werd gebouwd; Antwerpen in Miniatuur aan hangar 15 op de Scheldekaaien. Hier werd uitgebreid de geschiedenis van Antwerpen in miniatuur voorgesteld. Vrijwilligers bouwen de huizen en belangrijke gebouwen natuurgetrouw op schaal. In 2011 werd hangar 15 gesloten.
1988: De Berendrechtsluis met zijn 500 meter en 68 meter breedte en tevens 13,50 meter diepgang, werd de grootste zeesluis van de wereld. Het grootste schip, dat toen de sluis mede inhuldigde bij zijn aankomst, de "Main Ore" (335 meter lang en 44 meter breed), was het grootste schip dat Antwerpen tot nu toe in zijn haven (Delwaidedok) mocht ontvangen.
Rond 1960 werden de voormalige gemeenten Oosterweel, Oorderen, Wilmarsdonk, Lillo, een deel van Berendrecht en een deel van Zandvliet gekocht door de stad. Ze werden volledig afgebroken voor de aanleg van de kanaaldokken; de enige overblijfselen hiervan zijn de kerk van Oosterweel, de kerktoren van Wilmarsdonk, Fort Lillo en de dorpskernen van Berendrecht en Zandvliet. Een verdere uitbreiding was de Waaslandhaven in Beveren, tussen Kallo en Kieldrecht. Het nieuwe Deurganckdok te Doel werd officieel ingewijd op 7 juli 2005 en is het grootste containerdok ter wereld; het kan per jaar 6 miljoen containers lossen.

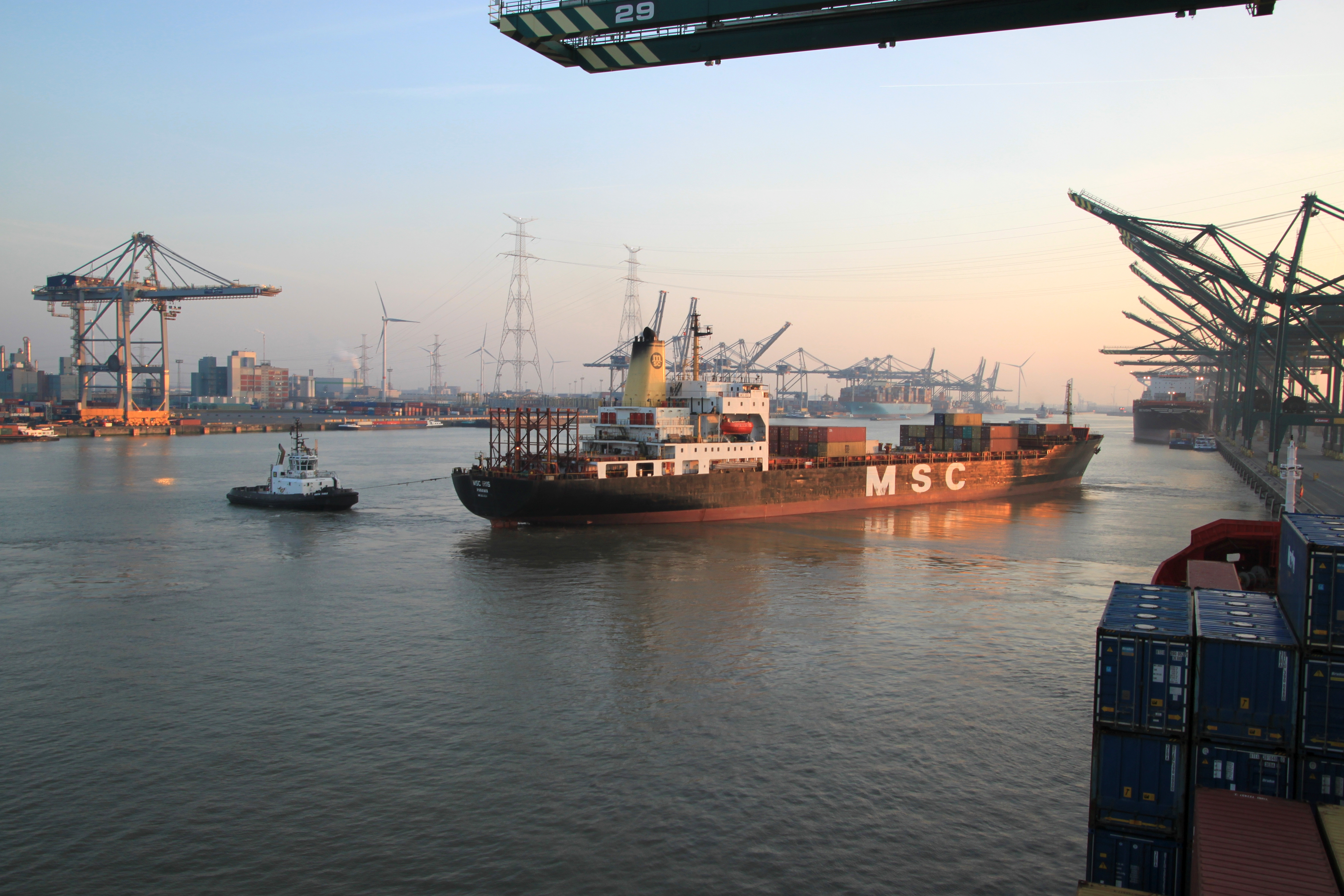
Deurganckdok

## 21ste eeuw

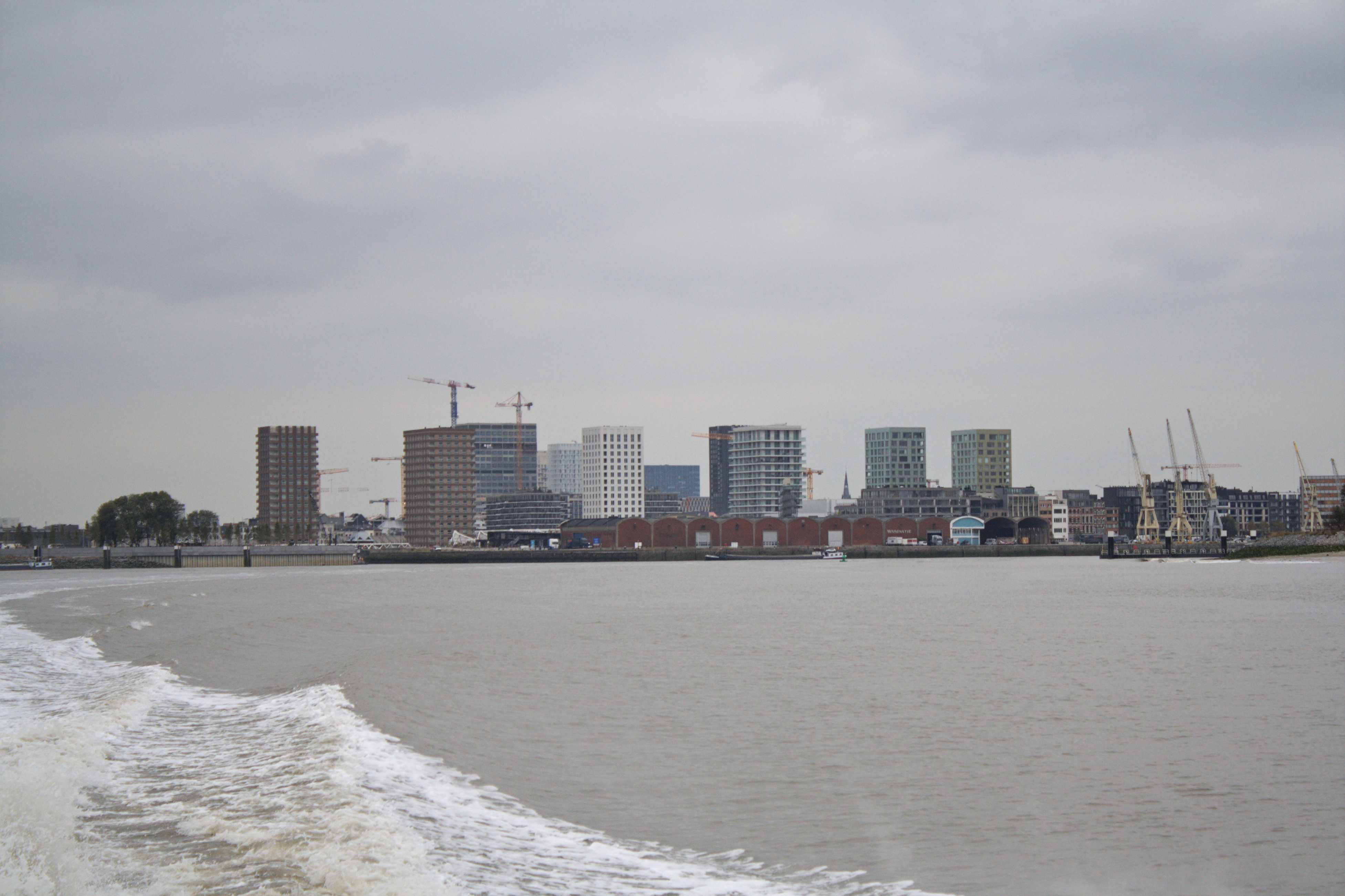
Het Eilandje in Antwerpen gezien vanaf de Schelde op DeWaterbus, oktober 2018.

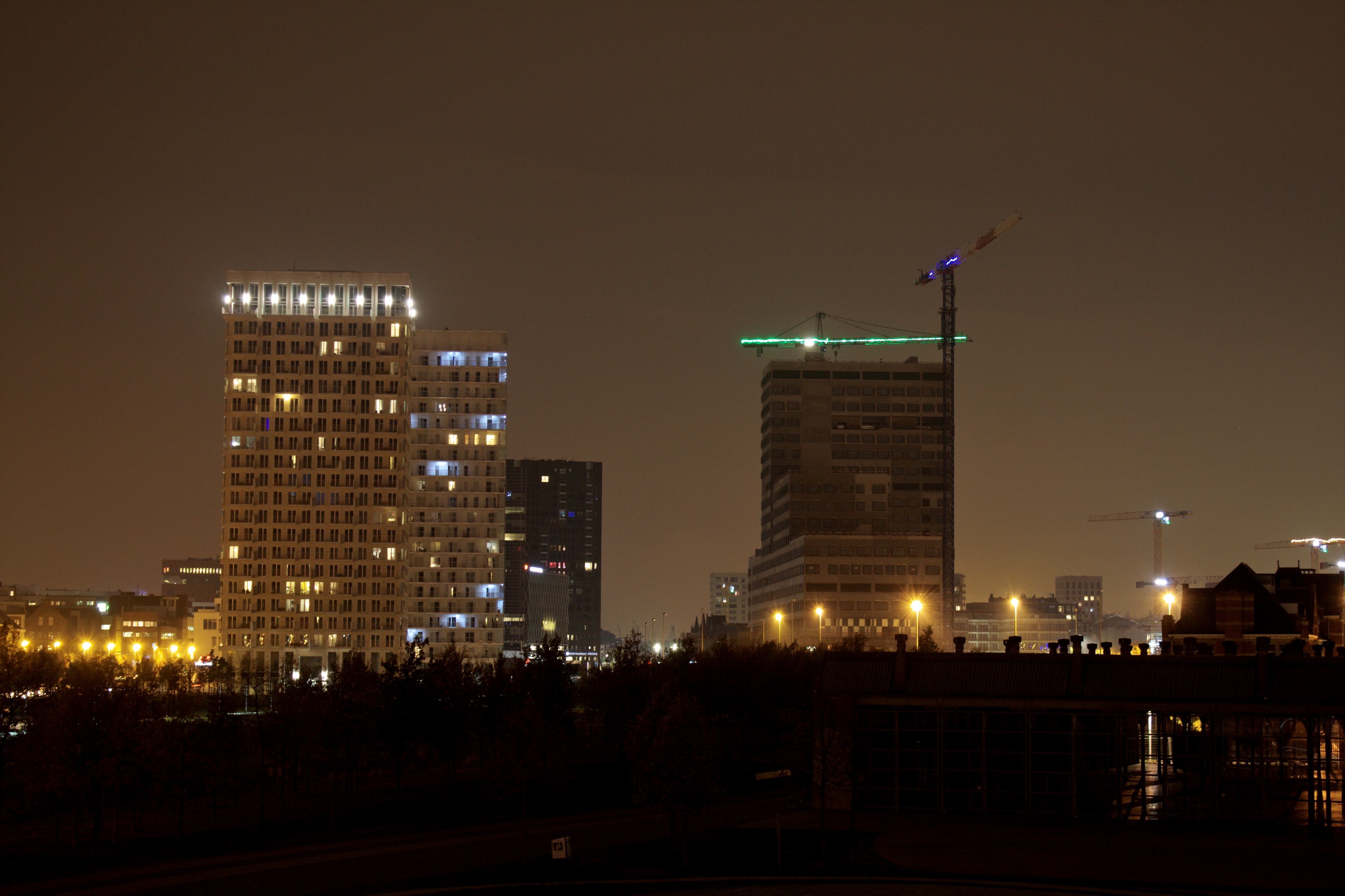
ZNA Cadix in opbouw (rechts), de Lichttoren (vooraan links), de Parktoren en het gebouw van FOD Financiën gezien vanaf Viaduct-Dam op 22 November 2018.

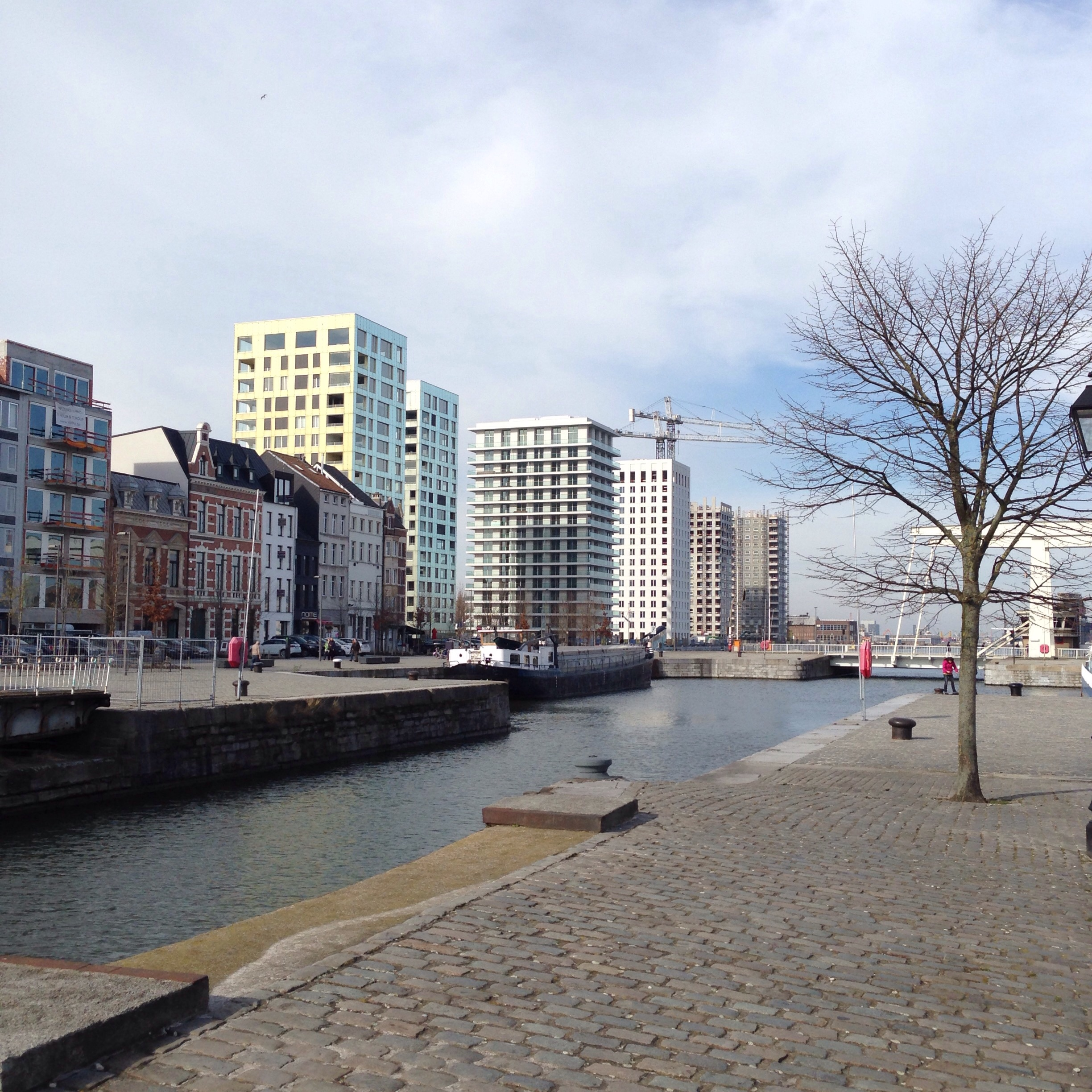
De hernieuwde wijk 'Het Eilandje'

### Stadsvernieuwing
In het noorden van de stad, op Het Eilandje, staat sinds 2011 het MAS (Museum Aan de Stroom). De bouw van dit nieuwe museum heeft het gentrificatieproces van Het Eilandje definitief op gang gebracht. Deze buurt is het oudste deel van de Antwerpse haven, maar omdat de havenactiviteiten zich steeds meer verplaatsten naar noordelijke, nieuwere dokken, was Het Eilandje tegen de jaren 1970 een verlaten en desolaat gebied met maar weinig werkgelegenheid. Jarenlang liep de heropwaardering van de wijk zeer moeizaam, onder meer omdat de gronden eigendom waren van de haven en niet van de stad. Na de eeuwwisseling raakte de heropwaardering in een stroomversnelling door de renovatie van het Felixpakhuis als het nieuwe stadsarchief in 2006, de bouw van het MAS in 2011, het Red Star Line Museum in 2013 en de heraanleg van het publieke domein. Sindsdien raakte het Eilandje opnieuw in trek bij de Antwerpenaren en bezoekers: er werden een aantal woontorens gebouwd, er verschenen nieuwe horecazaken rond de dokken, en de dokken zelf werden in gebruik genomen als jachthavens. De nieuwbouw- en renovatieprojecten omvatten veelal appartementen of lofts in de hogere prijsklassen.
In 2013 meert het grootste containerschip ter wereld, de Mary Maersk, aan in het Deurganckdok.
Ten noorden van Het Eilandje, op het Mexico-Eiland, werd in 2016 de bouw van het nieuwe Havenhuis, het hoofdgebouw van de Antwerpse haven, afgerond. Dit gebouw is een nieuwbouw ontworpen door Zaha Hadid in combinatie met een oude brandweerkazerne uit 1922. Voor de rest van het Mexico-Eiland en het omliggende gebied werkt de stad anno 2018 aan een visie met als werktitel 'innovatieve stadshaven'. Met deze visie wil de stad bedrijvigheid in de stad houden en moderne, innovatieve bedrijven steunen en aantrekken.
Binnen het kader van het Sigmaplan zullen de Antwerpse Scheldekaaien aangepast worden. Omdat de kaaimuur op verschillende plaatsen in slechte staat is, worden stabilisatiewerken uitgevoerd. Door de ligging van Antwerpen aan de Schelde is de stad ook overstromingsgevoelig gebied. Om de stad hiertegen beter te beschermen zullen de kaaimuren verhoogd worden. De stad zal bij de werken aan de Scheldekaaien het publieke domein vernieuwen. Een deel van het Droogdokkeneiland in het noorden van Antwerpen wordt hierbij omgebouwd tot een nieuw park, het Droogdokkenpark. Naast dit park zal op het eiland het Maritiem Museum worden gebouwd.
In de buurt van Het Eilandje werd ook het oude NMBS-rangeerterrein van Station Antwerpen-Dam omgevormd tot een landschapspark genaamd Park Spoor Noord. Dit park werd afgewerkt in 2009. Op de "kop" van Park Spoor Noord (het meest westelijke deel) werden een aantal woontorens gerealiseerd, een kantoorgebouw van FOD Financien, een campus van de AP Hogeschool, en wordt anno 2018 een nieuw ZNA-ziekenhuis gebouwd genaamd ZNA Cadix.

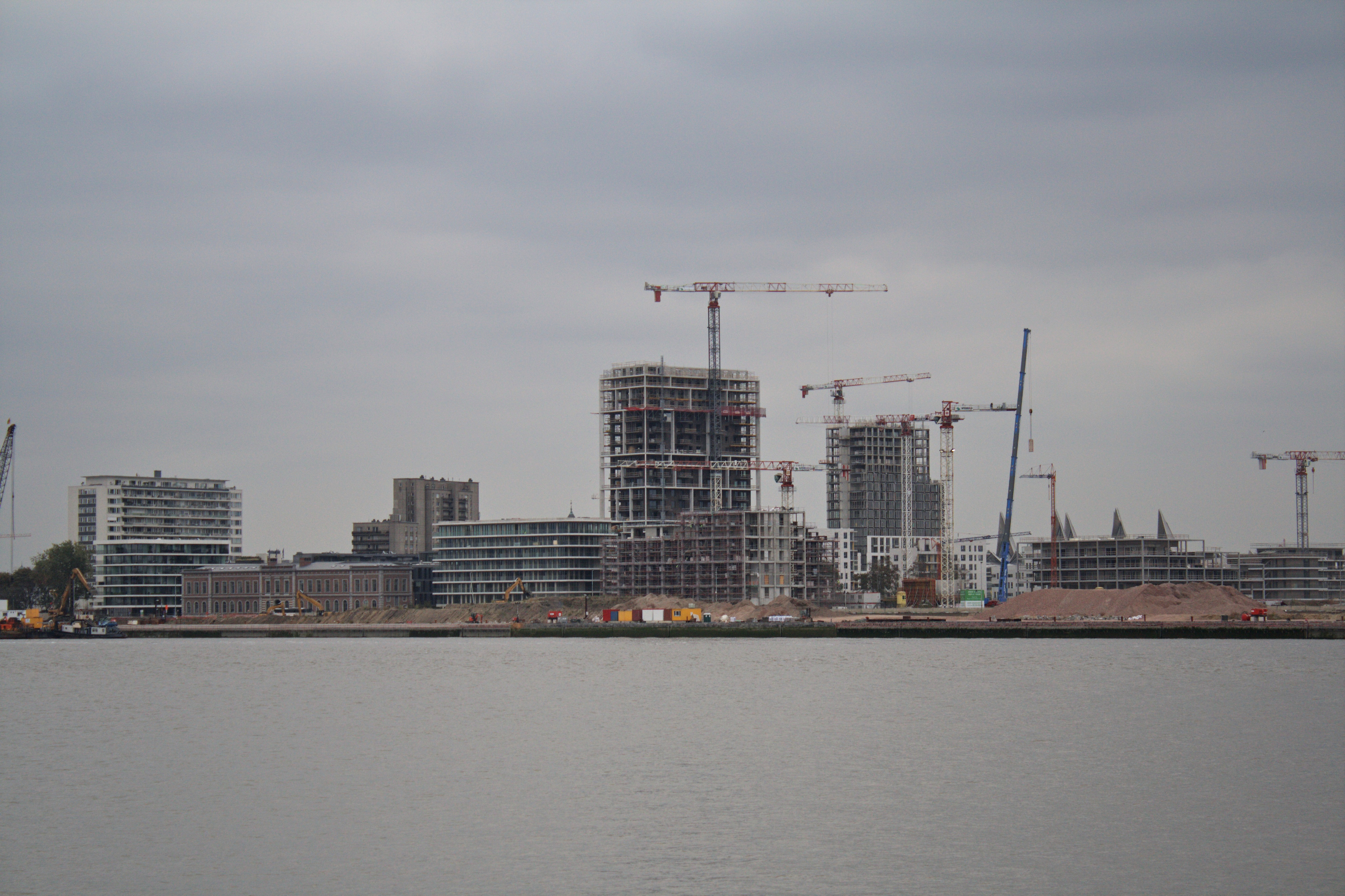
De wijk 'Nieuw-Zuid' in Antwerpen in ontwikkeling, oktober 2018.

Ten zuiden van Het Zuid opende in 2006 het nieuwe Justitiepaleis van Antwerpen, ontworpen door Richard Rogers, tevens de architect van gebouwen als Centre Pompidou in Parijs. Ook in 2006 werd het oude goederenstation van Antwerpen-Zuid omgebouwd tot de nieuwe hoofdzetel van de Bank J. Van Breda. Dit stationsgebouw bevond zich toen op een grotendeels verlaten industrieel gebied achter het nieuwe Justitiepaleis. Sinds 2010 kwam er beweging op de site. De gronden aan de Scheldekaaien, ten zuiden van Het Zuid, rondom de nieuwe hoofdzetel van de Bank J. Van Breda kwamen grotendeels in handen van de ontwikkelaar Triple Living. Daar bouwt deze ontwikkelaar sinds 2014 aan een nieuwe wijk, Nieuw-Zuid. Het masterplan van de wijk werd ontworpen door Paola Viganò en voorziet onder meer een nieuw park en een 8-tal woontorens. Alle gebouwen in de wijk zullen ook aangesloten worden op een warmtenet, zodat de gebouwen geen eigen verwarmingsinstallaties nodig hebben. Momenteel wordt het warmtenet bevoorraad door een warmtecentrale in het nieuwe park, maar op termijn is het de bedoeling om te werken met restwarmte van de nabije industrie. Het zal 15 jaar duren om de wijk volledig te ontwikkelen. Met 2000 woningen is ze goed voor ca. 5000 nieuwe inwoners, een van de grootste ontwikkelingen van België.